# أسلحة الحرب الأهلية اللبنانية
كانت الحرب الأهلية اللبنانية صراعًا عسكريًّا بين جهات متعددة محلية غير نظامية وميليشيات إسلامية مسيحية ضد بعضها الآخر حدثت بين عامي 1975 و1990. استعملت خلالها مجموعة واسعة من الأسلحة من قبل مختلف الجيوش والفصائل المشاركة في الحرب الأهلية اللبنانية.

## قائمة المشاركين بالحرب
من أهم الجهات المحلية والأجنبية التي كان لها تدخل عسكري مباشر في الصراع ولفترات متفاوتة هي:
- ميليشيات اليسار الإسلامي والتي عرفت بتحالف الحركة الوطنية اللبنانية (1975 – 1982 )
- اليمين المسيحي المعروف بتحالف الجبهة اللبنانية (1976 – 1980)
- الجيش العربي ذو الميول الإسلامية وهو فصيل منشق من الجيش اللبناني (1976 – 1977)
- جيش لبنان الحر ذو الميول المسيحية وهو فصيل منشقة من الجيش اللبناني (1976 – 1978)
- القوات اللبنانية وهي ميليشيا مسيحية انبثقت عن الجبهة اللبنانية (1977 – 1993)
- القوات اللبنانية – القيادة التنفيذية ذو الميول المسيحية وهي ميليشيا الفصائل المعارضة للقوات اللبنانية (1985 – 1991)
- حراس الأرز ذو الميول المسيحية (1974 – 2000)
- حزب الأحرار الوطني وميلشياته المعروفة بقوات النمور ذو الميول المسيحية (1968 – 1991)
- جيش التحرير الزغرتاوي ذو الميول المسيحية وميلشياته المعروفة بقوات المردة (1967 – 1991)
- حركة «أمل» ذو الميول الشيعية وميلشياتها المعروفة بأفواج المقاومة اللبنانية (1975 – إلى الآن)
- «حزب الله» ذو الميول الشيعية (1985 – إلى الآن)
- حركة التوحيد الإسلامي (1982 – إلى الآن)
- حركة الناصريين المستقلين - المرابطون المسلمة  وميلشياته المعروفة بقوات المرابطون (1975 – 1988)
- التنظيم الشعبي الناصري في لبنان  وميلشياته المعروفة بجيش التحرير الوطني (1975 – 1991)
- الحزب العربي الديموقراطي ذو الميول العلوية، وميلشياته المعروفة بقوات الفرسان الحمر (1981 – 1991)
- الحزب التقدمي الاشتراكي ذو الميول الدرزية وميلشياته المعروفة بجيش التحرير الشعبي (1975 – 1991)
- الحزب العربي الاشتراكي - حزب البعث وميليشياته المعروفة بكتيبة الأسد كتيبة (1966 – إلى الآن)
- الحزب السوري القومي الاجتماعي  وميلشياته المعروفة بالزوبعة (1932 – إلى الآن)
- جيش لبنان الجنوبي المدعوم من إسرائيل (1978 – 2000)
- القوات المسلحة اللبنانية الرسمبة وهي مؤلفة من الجيش اللبناني وقوى الأمن الداخلي وبؤمرة الحكومة اللبنانية
- الفصائل الفلسطينية التابعة لمنظمة التحرير الفلسطينية والفصائل المنفصلة عنها والمنضمة ضمن ما يعرف  بجبهة الرفض (المتواحدة في لبنان  من 1968 وحتى 1983)
- جيش التحرير الفلسطيني (المتواجدة في لبنان من 1976 إلى 1982)
- الجيش السوري (في لبنان من 1976 إلى عام 2005)
- قوات الدفاع الإسرائيلية (متواجدة في لبنان من عام 1978 إلى عام 2000)

بالإضافة لعدد كبير من الميليشيات الغير نظامية والجماعات المسلحة التي ظهرت نتيجة انهيار التحالفات بين فريقي النزاع في أوقات مختلفة من فترة الصراع.

## الأسلحة والمعدات
القائمة أدناه تضم جميع الأسلحة والمعدات التي استخدمتها القوات والميليشيات اللبنانية على مختلف توجهاتهم. (ملاحظة: لا تشتمل القائمة على الأسلحة التي استخدمتها الجهات الغير لبنانية المتواجدة على الأراضي اللبنانية خلال الحرب مثل القوات السورية أو الفلسطينية أو الإسرائيلية) 

### المسدسات

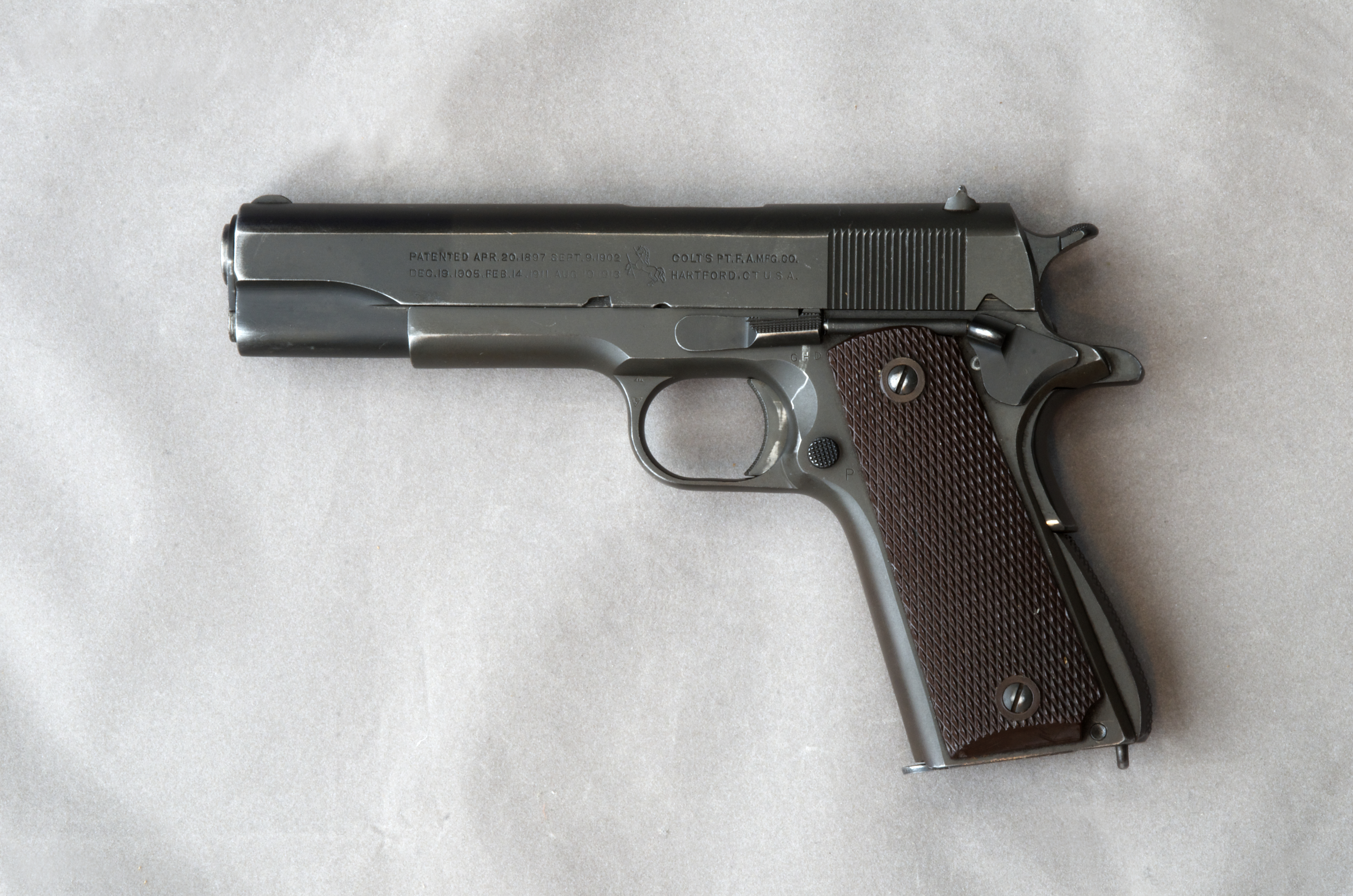
مسدس كولت M1911A1

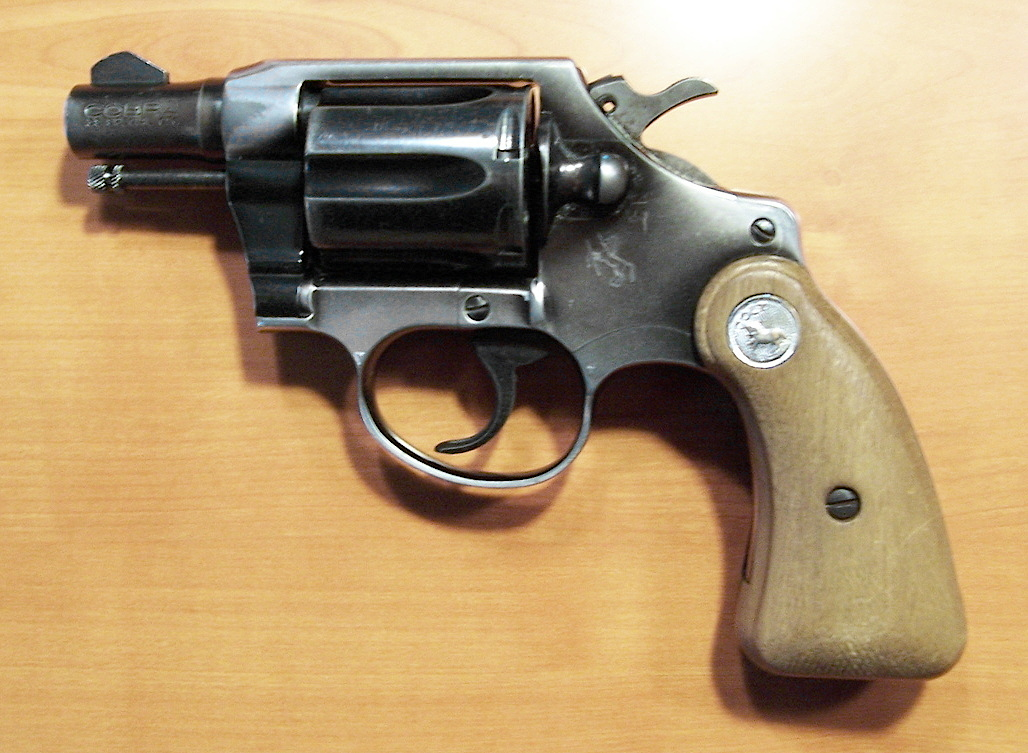
مسدس كولت كوبرا 38 الخاصة أفطس الأنف

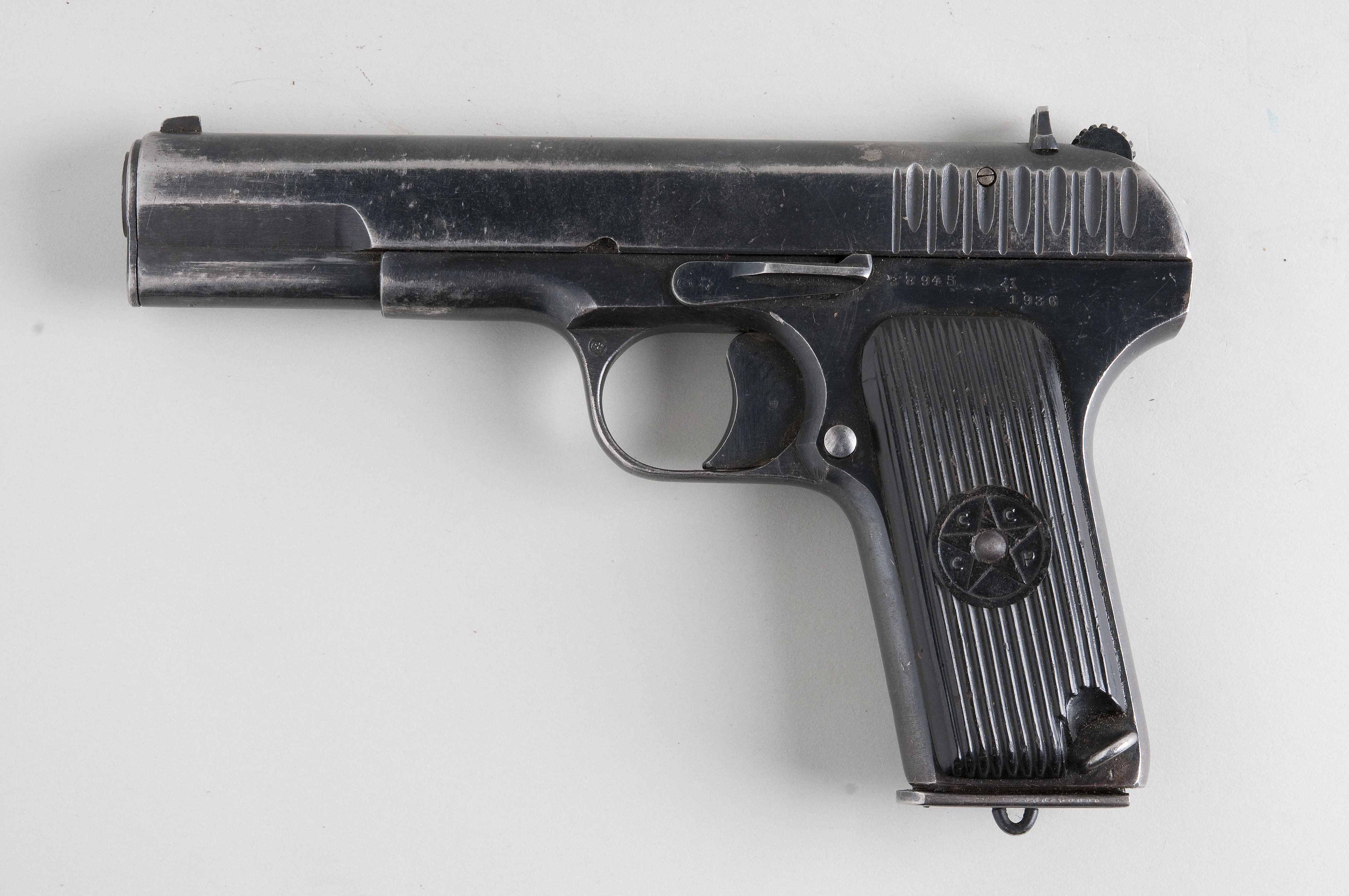
مسدس توكاريف TT-33

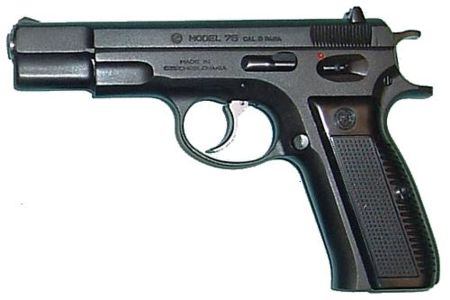
مسدس CZ 75

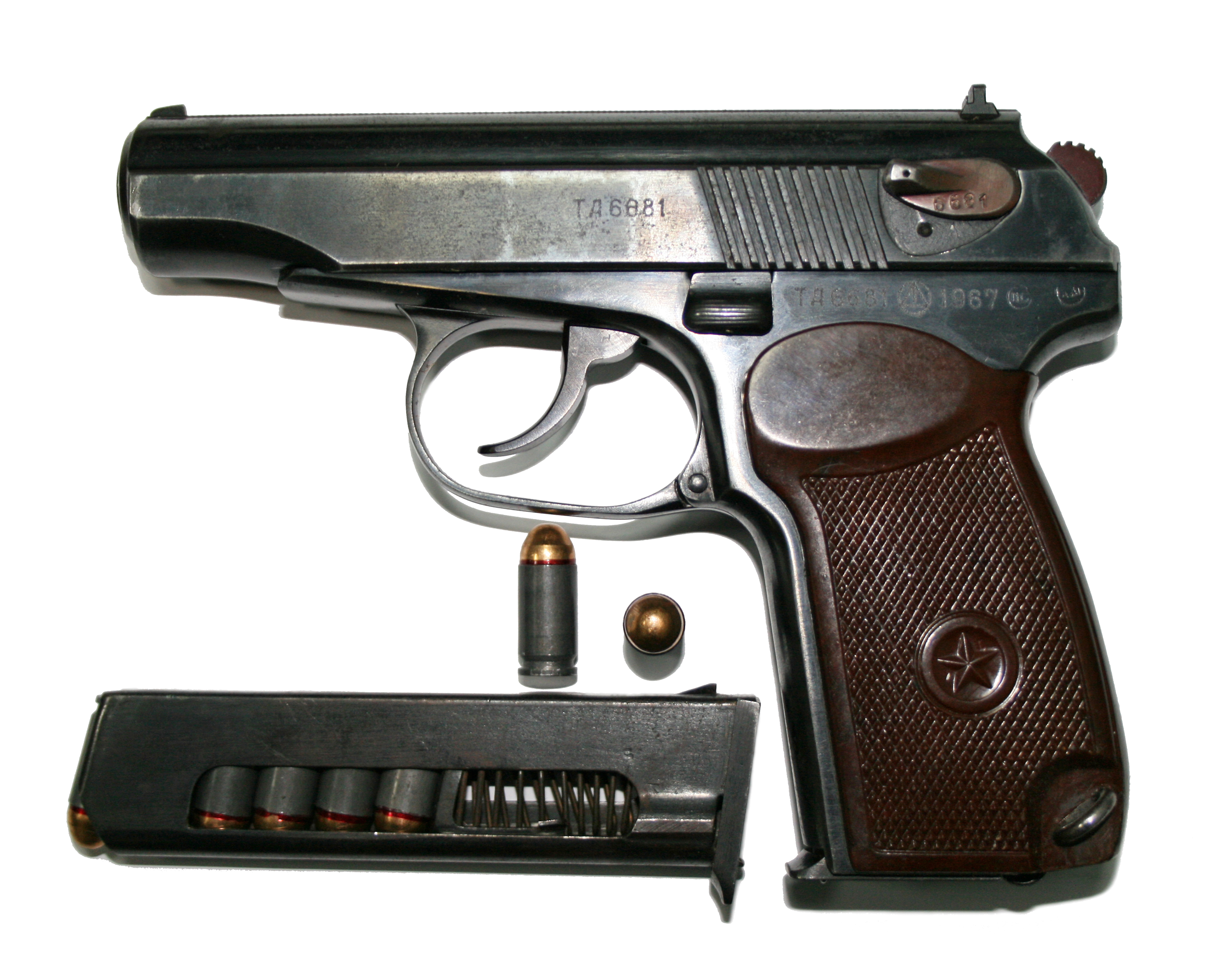
مسدس ماكاروف PM/PMM

- مسدس سميث وويسون نماذج 10 و13 و14 و15 و17 و19.
- مسدس كولت كوبرا 38 الخاصة أفطس الأنف[1]
- مسدس ماوزر بقبضة مكنسة C96
- مسدس ماوزر HSc
- مسدس ماوزر M2 نصف أوتوماتيكي
- مسدس لوغر 38
- مسدس واثر PPK[2]
- مسدسات هيكل وكوتش نموذج VP 70 و P7 وP9
- مسدسات زيغ-210 وPP20 وP225
- مسدسات أسترا نموذج A-80 و A-90 وA-100
- مسدس لاما M82
- مسدسات ستار A وB وسوبر B و P و 30M وأولتراستارو فايرستارو ميغاستار.
- مسدسات توروس PT92 و PT99, و PT10
- مسدس بيريتا أم 1951
- مسدس ماب PA-15
- مسدس بارا أوردينانس الكندي
- مسدسات براونينغ M1910 و M1922 وهاي باور[3] وBDM وBDA380 و HP-DA/BDA9
- مسدس نوكاريف TT-33
- مسدس ماكاروف PM/PMM
- مسدسات سي زي 52، 75، 82/83 و 85.مسدس

### مسدسات رشاشة
- مسدس ام بي 40
- مسدس PPD-40
- مسدس PPSh-41
- مسدس طومسونM1A1
- مسدس مات 49
- مسدس ستين Mk V

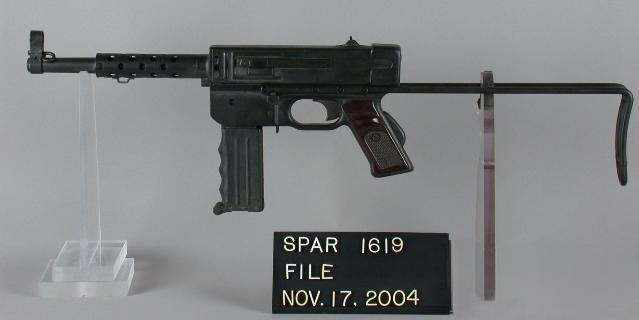
رشاش حصيرة-49

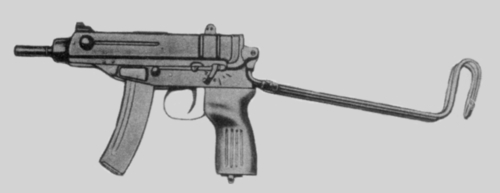
رشاش شكوربيون vz. 61

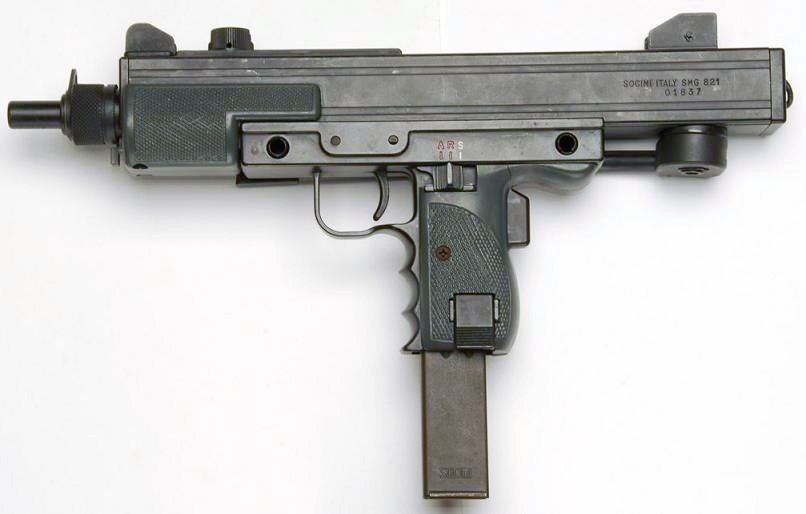
رشاش سوكيمي نوع 821

- مسدس ستيرليتغ L2A3/مارك 4 وL34A1/Mk.5
- مسدس كارل غوستاف م/45
- مسدس شكوربيون vz. 61
- مسدس سبيكتر M4
- مسدس فالتر MPL
- مسدس بيريتا نموذج 12
- مسدس سوكيمي نوع 821
- رشاش عوزي (MP-2, ميني عوزي، Micro Uzi المتغيرات)
- مسدسات MAC-10 و MAC-11
- رشاش هيكلر و كوخ MP5 وMP5K (النسخة المختصرة من MP5)

### بنادق يدوية التلقيم
- بندقية لي انفيلد
- يو أس M1917
- بندقية برتيه 1907/15 - M16 ليبيل
- بندقية برتيه 1892 M16 كافالري كاربين
- بندقية MAS-36
- بندقية ماوزر نموذج 1888 كوميشون
- بندقية ماوزر غيويهر 98
- بندقية ماوزر Karكيريابنر
- بندقية موسين نوغارت

### بنادق نصف آلية

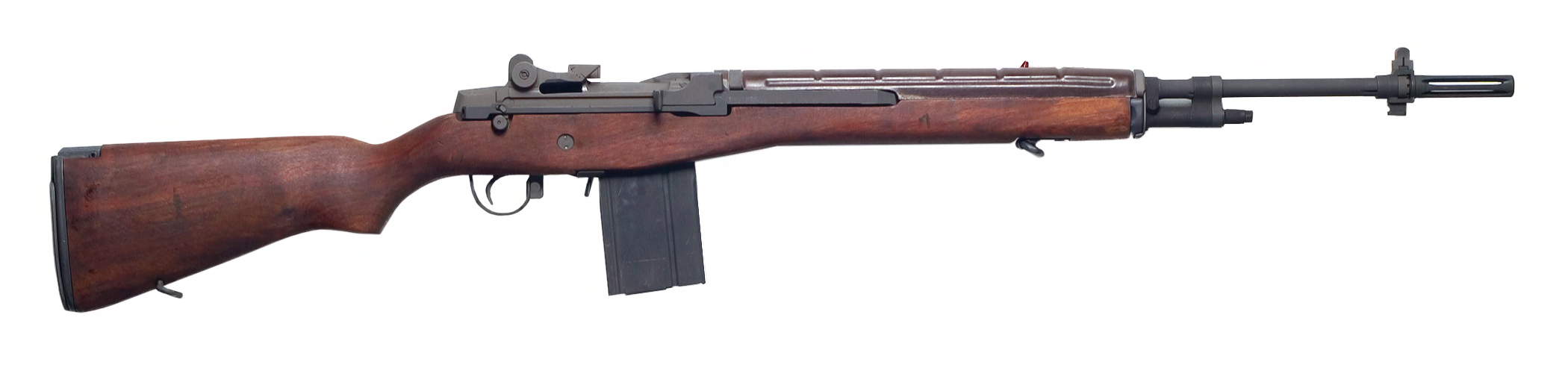
بندقية M14 شبه التلقائية

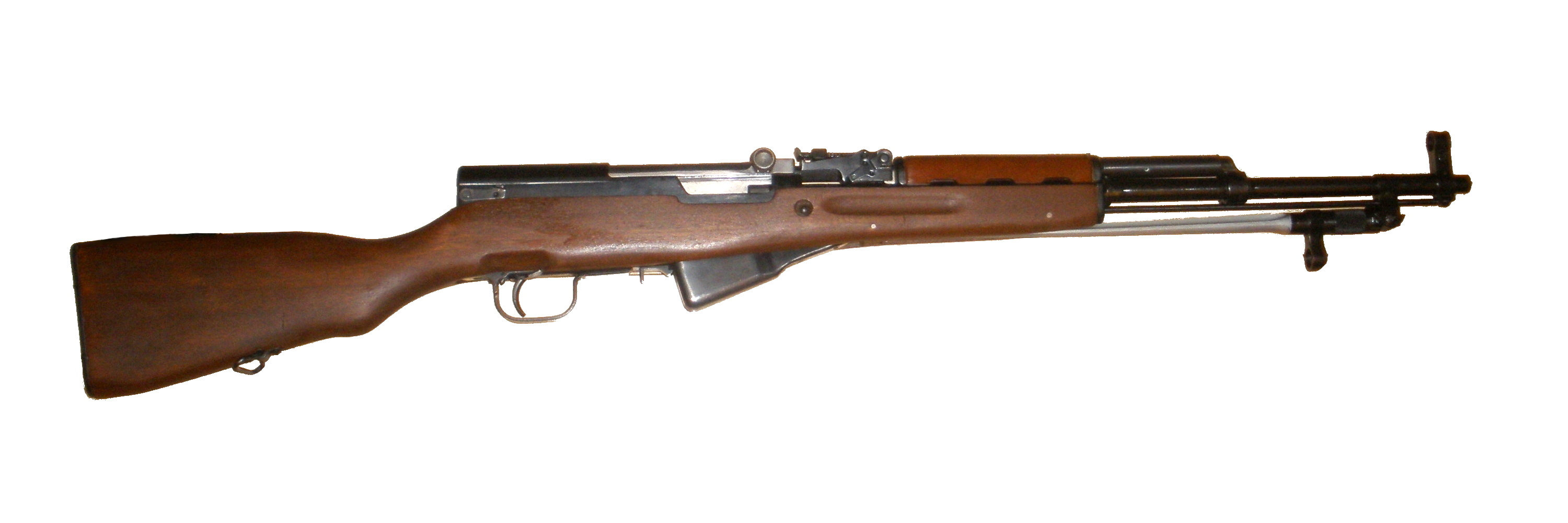
بندقية SKS شبه التلقائية

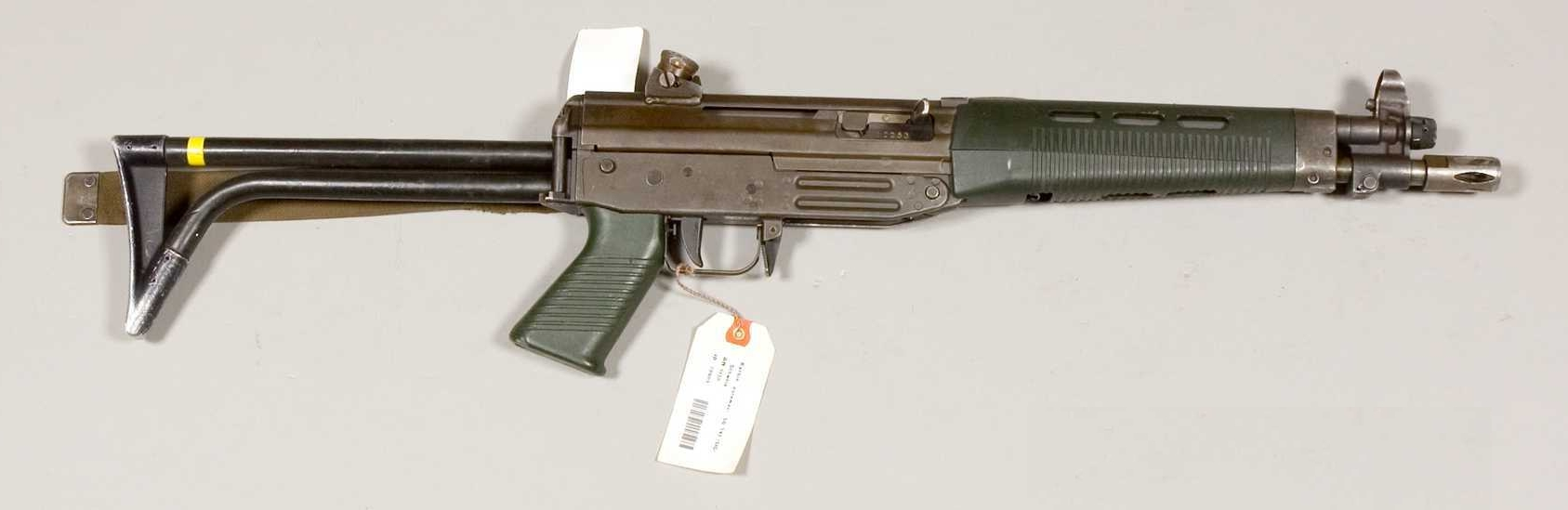
زيغ SG 543 كاربين

- بندقية غاراند
- بندقية إس كيه إس
- بندقية vz. 52
- بندقية M14[4]
- بندقية بيريتا BM 59

### بنادق ذو فوهة قصيرة
- بندقية M2 كاربين
- بندقية كار-15 الاعتداء كاربين
- بندقية AMD-65
- بندقية FN كال
- بندقية SIG SG 543 كاربين

### بنادق اقتحام
- بندقية هجومية 44 (StG44)

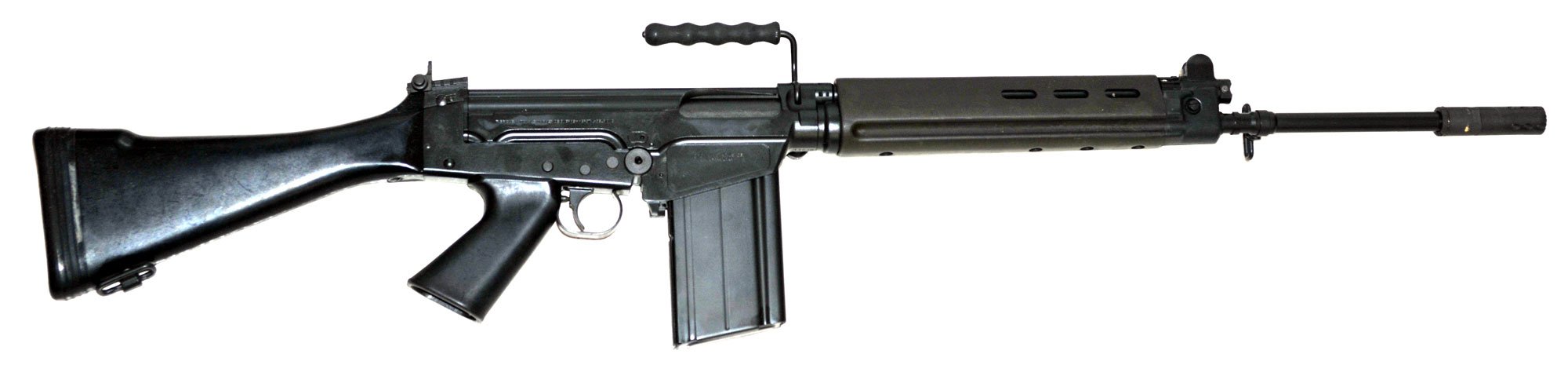
بندقية FN فال

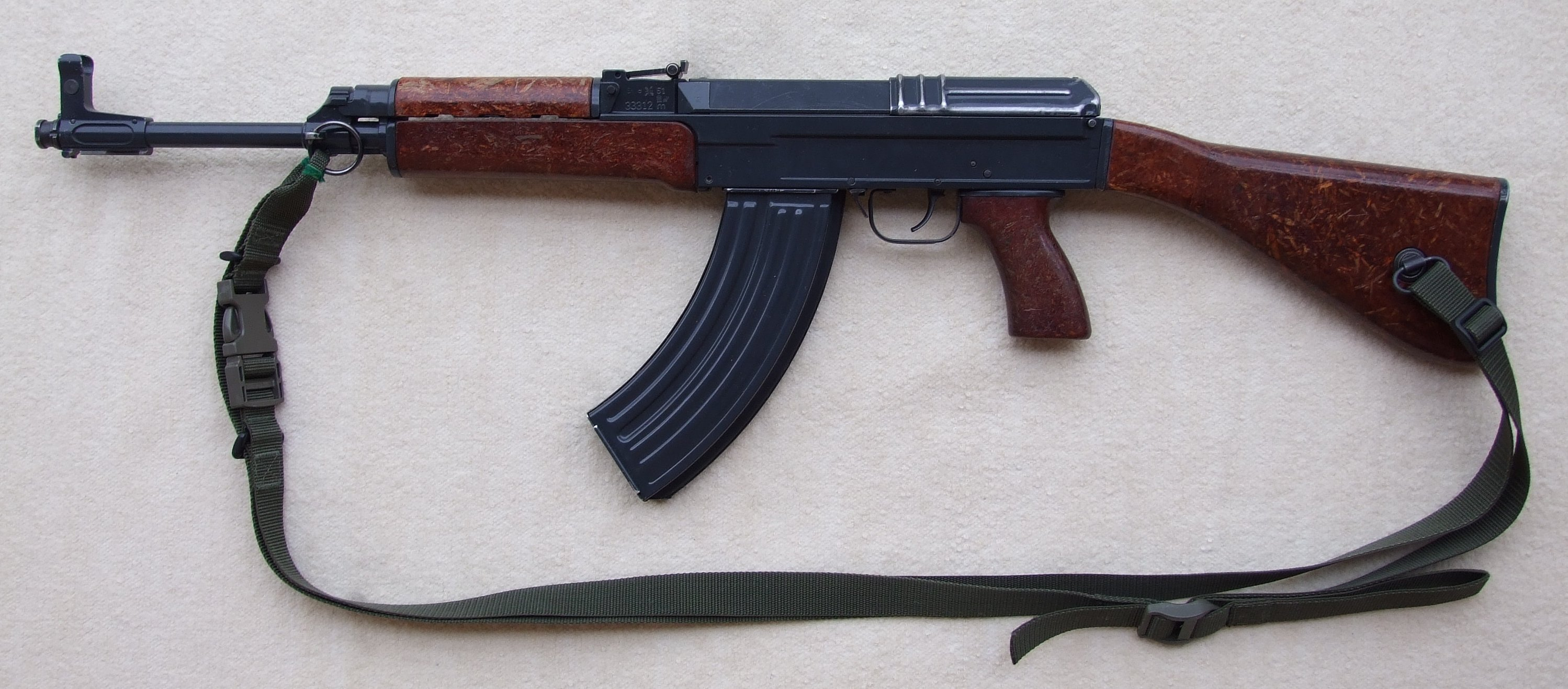
بندقية vz. 58

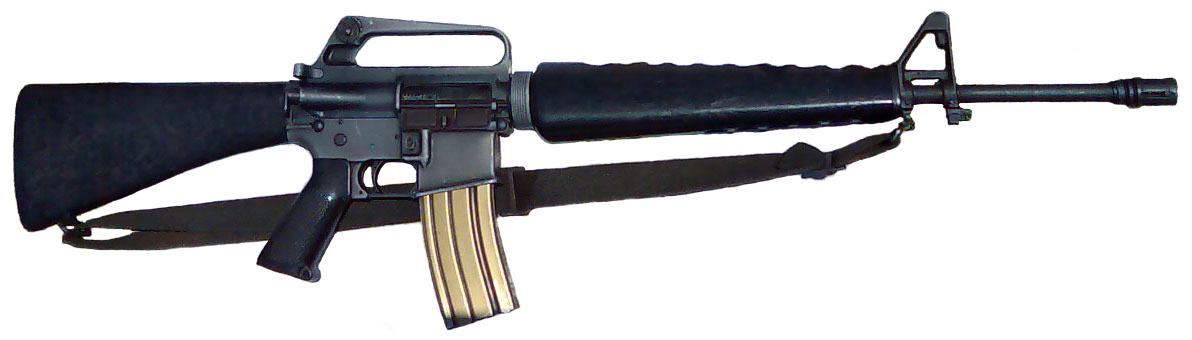
بندقية M16A1

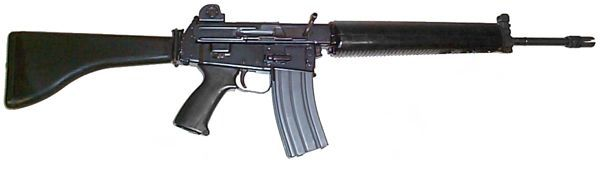
بندقية AR-18

- بندقية أيه كيه-47 (المتغيرات الأخرى شملت AKM, AK-63, AK-74, AK-103, اليوغوسلافية زاستافا M70 وزاستافا M80, البولندية PMK-DGN-60, الصينية نوع 56, الرومانية الهدف،[5] وألمانيا الشرقية السابقة MPi بنادق هجومية)[2]
- بندقية Vz. 58
- بندقية إف إن فال
- بندقية إف إن فال الإسرائيلية النسخة المخففة من FN FAL
- بندقية إم 16[6][7]
- أرمال الخفيفة AR-18
- نورينكو CQ
- جي 3 [8][9]
- بنادق هيكلر وكوخ من أنواع HK33 وG41 و G53
- بنادق المعارك زيغ SIG SG 542[10]

### بنادق قنص

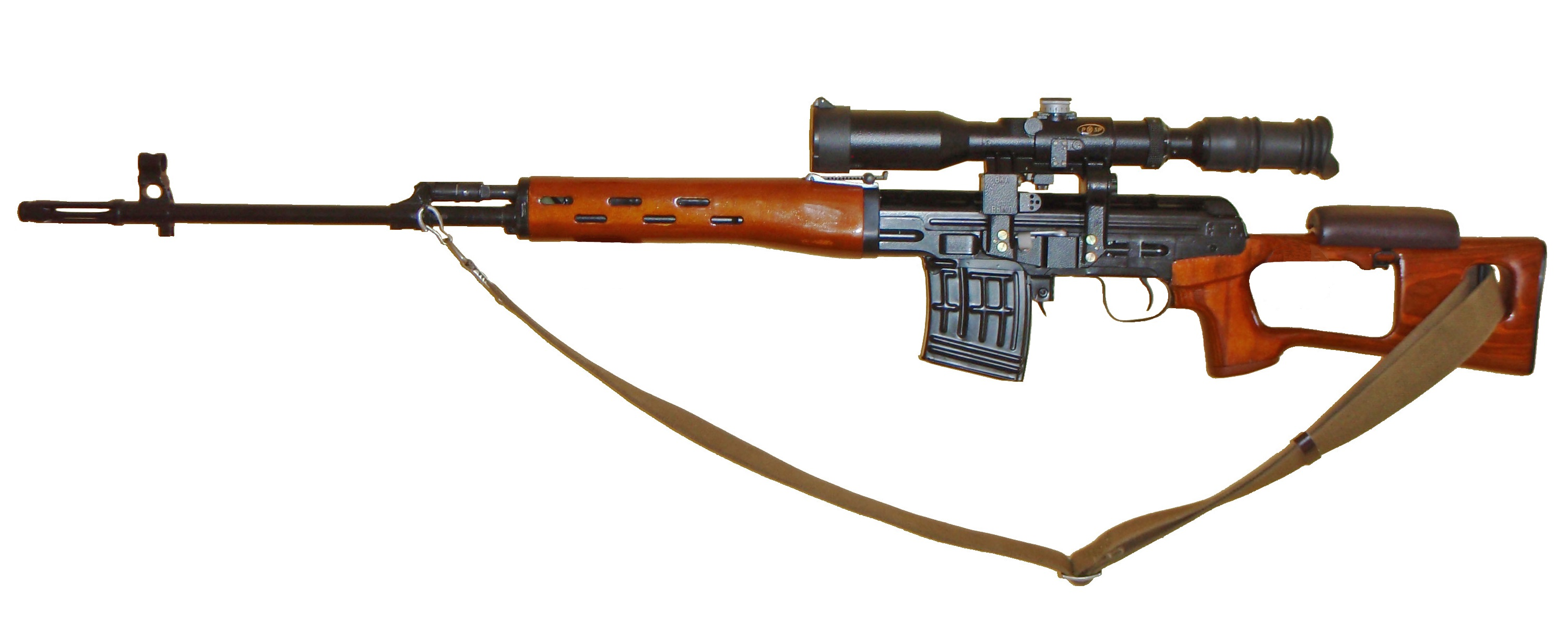
دراغونوف SVD-63 قنص

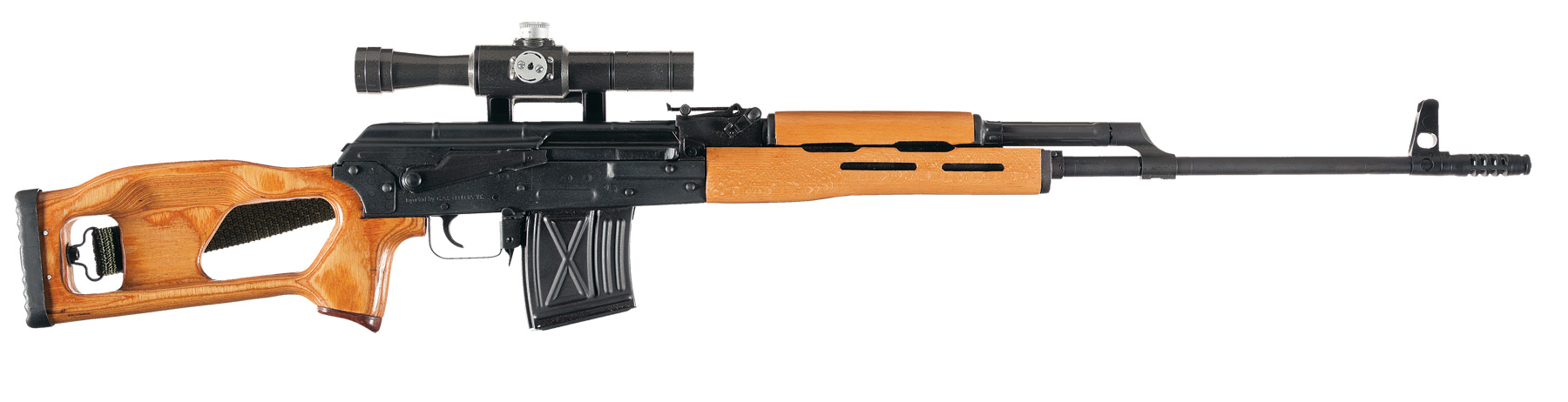
PSL قنص

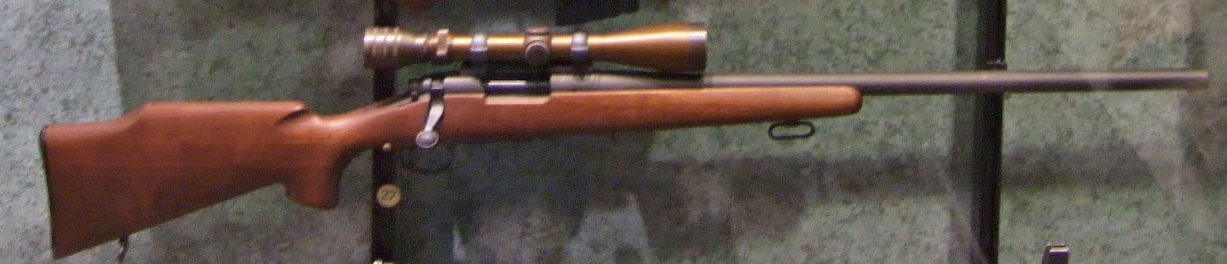
M40 قنص

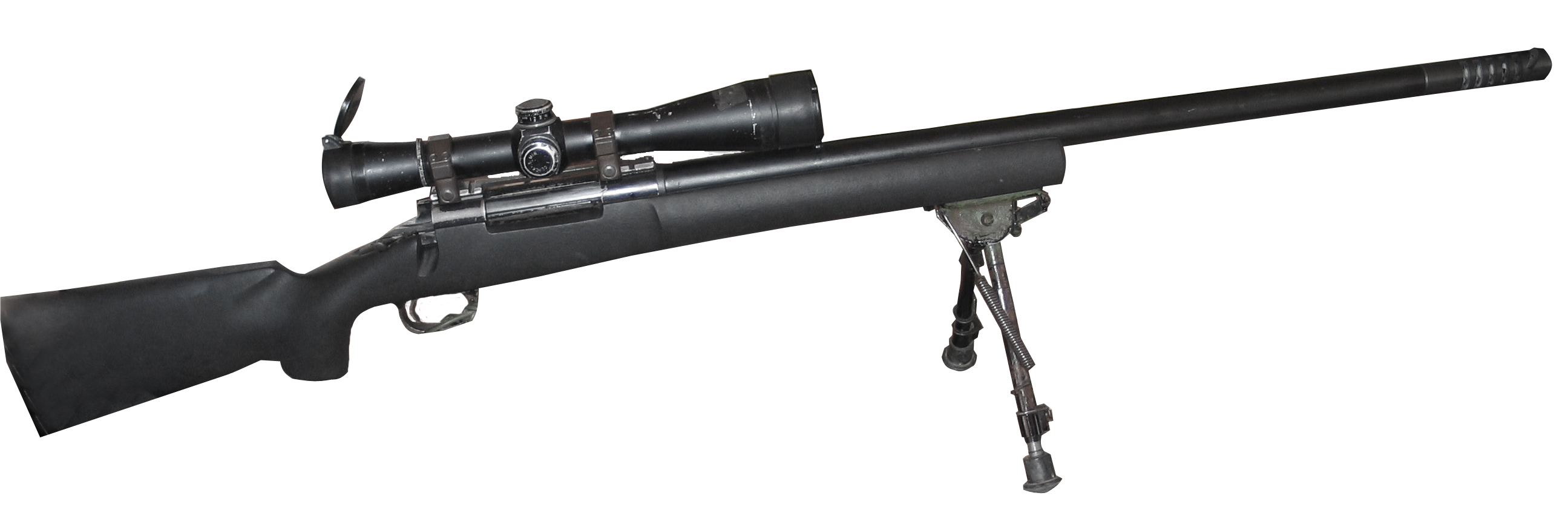
ريمنجتن نموذج 700 بندقية قنص

- بندقية لي انفيلد (مزودة بقناص نطاقات)[11]
- بندقية FN FAL (مزودة بقناص نطاقات)
- بندقية M16A1 (مزودة بقناص نطاقات، ليست فعالة جدا)
- بندقية FR F1
- بندقية دراغونوف SVD-63[12]
- بندقية تبوك للقنص
- بندقية زاستافا M76/M78
- بندقية M21 سلاح قنص
- بندقية M40
- بندقية ريمنجتن نموذج 700
- بندقية سافاج 10FP/110FP
- بندقية PSL للقنص
- قناصة SSG 82
- بندقية شتاير SSG 69
- بنادق انفيلد L42A1 (العسكرية) وانفورسور (للشرطة)
- هكلر و كوخ PSG1
- بندقية غيبارد المضادة للعتاد
- بندقية KSVK 12.7 مم المضادة للعتاد
- بندقية PTRS-41 14.5 ملم المضادة للدبابات (المستخدمة في القنص الثقيل)بندقية
- بندقية وينشستر نموذج 1200
- بندقية موسبرغ 500 عيار 12 (20.2 ملم)
- بندقية ريمنجتن نموذج 870 ماجنم عيار 12 (20.2 ملم)
- بندقية فرانكى سباس-12 شبه التلقائي
- بندقية فرانكى سباس-15 شبه التلقائي

### الرشاشات الخفيفة
- رشاش شاتيلرو FM Mle 1924/29
- رشاش M1918A2 بار

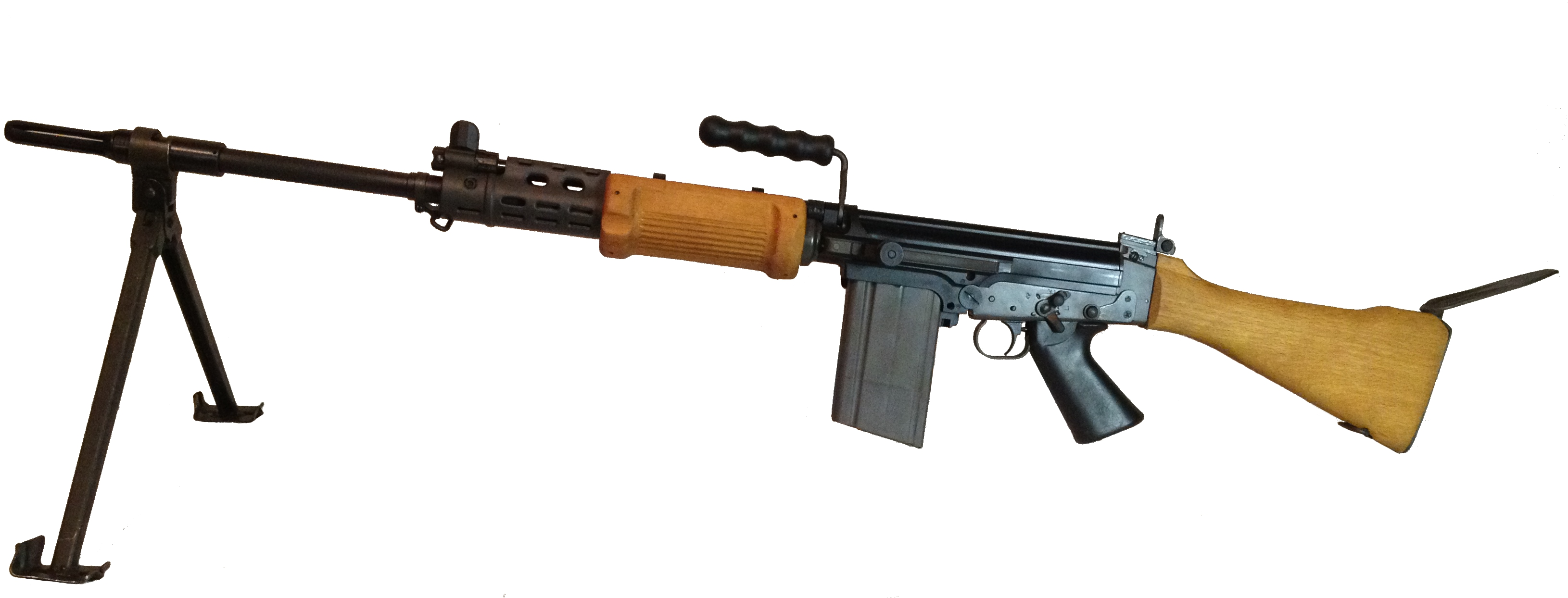
بندقية فال الإسرائيلية الثقيلة ببرميل ماكليون.

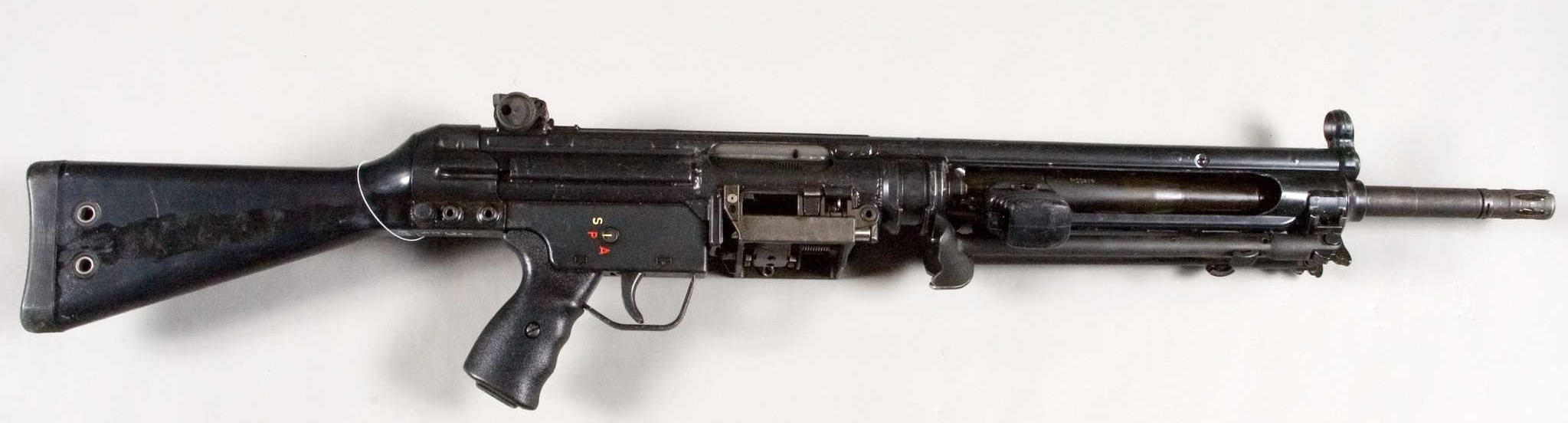
مدفع رشاش هونج كونج 21 الخفيف

- رشاش برين Mk. أنا .303 (7.7 mm)بندقية M1918A2 بار
- RPK

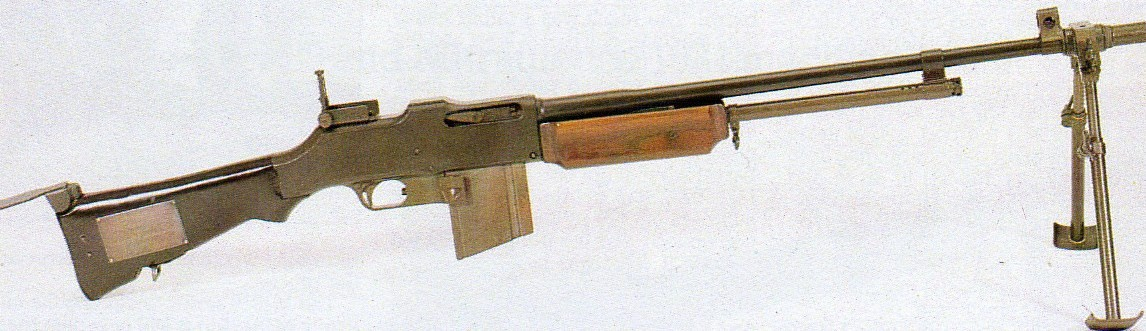
بندقية M1918A2 بار

- زاستافا M77 (اليوغوسلافية إنتاج نسخة من RPK)
- RPDرشاش [1]
- رشاش DP-28
- رشاش هيكلر وكوخ HK21
- رشاش FN FAL 50-41 ذو برميل ثقيل (HB)
- رشاش ماكليون (الإسرائيلية أنتجت نسخة من FN FAL 50-41 HB)

### رشاشات متعددة الأغراض
- رشاش  إم جي-34
- رشاش  إم جي-42
- رشاش رينميتال ملغ 3
- رشاش بي كي

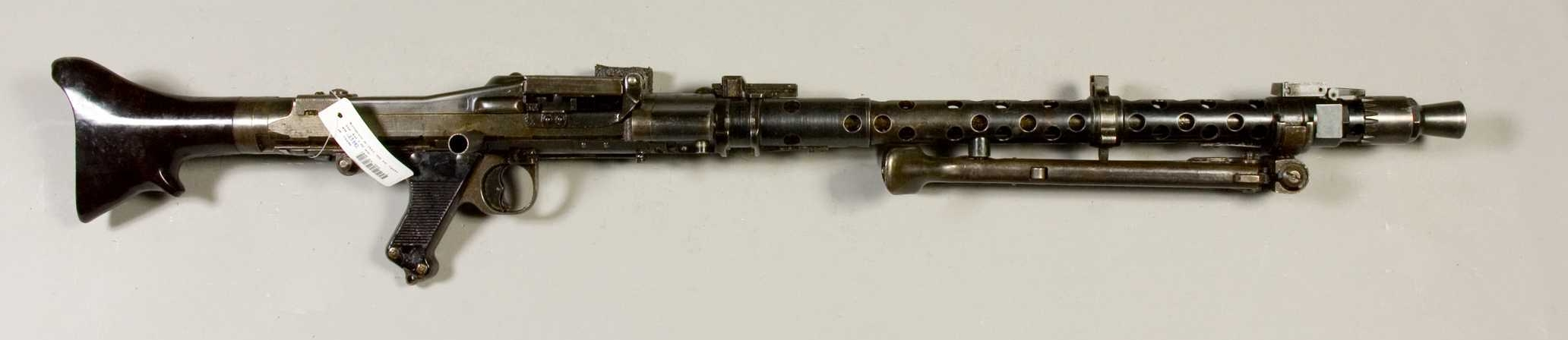
رشاش إم جي 34

- رشاش نوع 80 (الصينية الصنع المستنسخة من PK/PKM)
- رشاش زاستافا M84 (اليوغوسلافية إنتاج نسخة من PK/PKM)
- رشاش VZ 59
- رشاش نوع 67
- رشاش AA-52 (أساسا شنت على مكافحة غسل الأموال سيارات مصفحة و VAB APCs)[13]
- رشاش  إف إن ماج [14]
- إم 60[9]

### رشاشات متوسطةوثقيلة

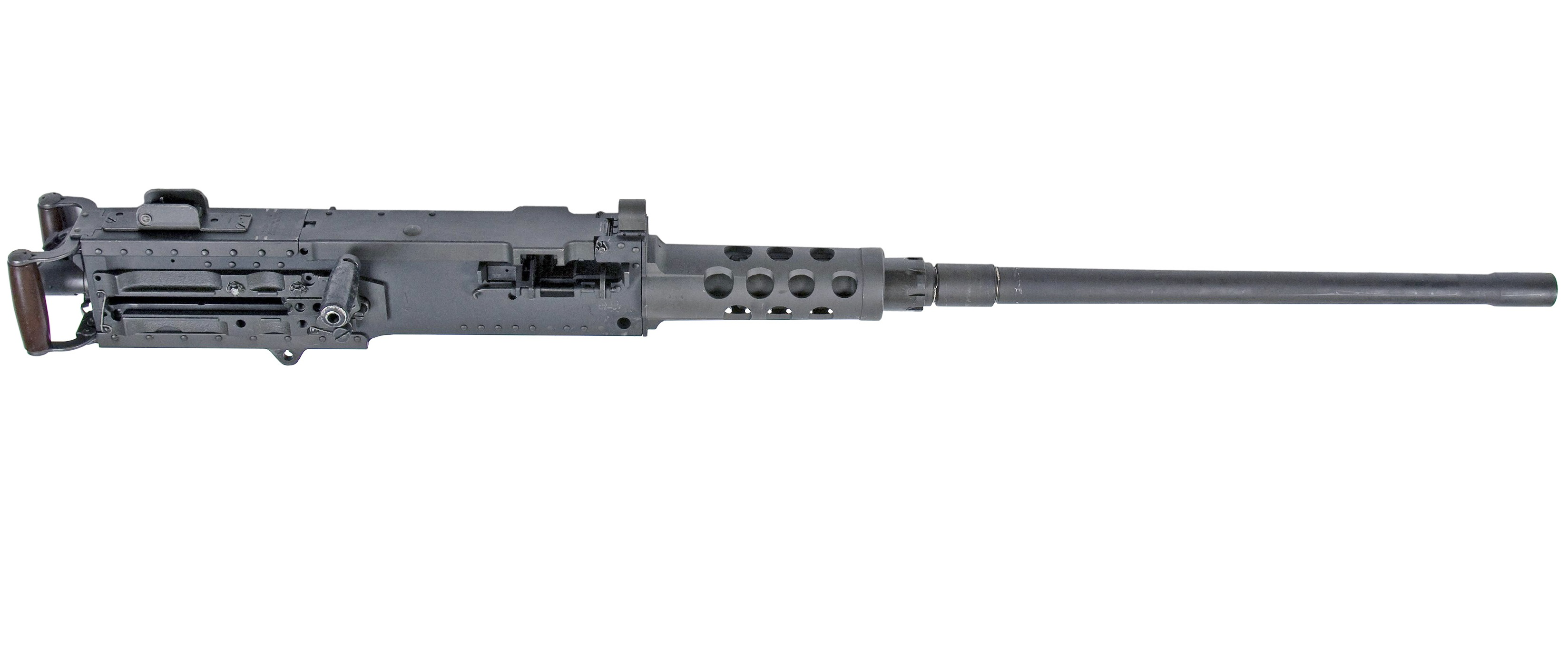
M2HB مدفع رشاش ثقيل

- رشاش بيسا مارك الثالث 7.92 ملم (محمولة على العربات)
- رشاش براوننج M1919A4 .30 كال (التي شنت على السيارات المصفحة والدبابات وناقلات الجنود المدرعة)
- رشاش غوريونوف SG-43/SGM
- رشاش نوع 53/57 (الصيني البديل SG-43 و SGM)
- رشاش من نوع 12.7 ملم مدفع رشاش ثقيل (أساسا محمولة على العربات وناقلات الجنود المدرعة)
- رشاش نوع 54 (الصيني البديل)[15]
- رشاش نوع 77 12.7 ملم مدفع رشاش ثقيل
- رشاش NSV 12.7 ملم مدفع رشاش ثقيل (أقلعت من تعطيل الدبابات وإعادة تركيبه على العربات)
- رشاش زاستافا M87 (اليوغوسلافية البديل NSV)
- رشاش KPV 14.5 ملم مدفع رشاش ثقيل (محمولة على العربات)
- رشاش براوننج M2HB 50 Cal (محمولة على العرباتو الدبابات وناقلات الجنود المدرعة)
- رشاش AN/M2 المضاد للطائرات

### نظم القنابل يدوية
- مارك 2 تجزئة اليد/بندقية يدوية
- قاذفة قنابل M61 وM67
- قنابل M18 الدخانية
- M18A1 كلايمور الألغام المضادة للأفراد
- M-5 قنابل يدوية[14]
- م-26 يدوية[14]
- F1 يدوية
- RG-4 المضادة للأفراد يدوية
- RG-42 قنبلة يدوية
- RGD-5 يدوية
- RPG-43 قنبلة يدوية مضادة للدبابات
- بى جى-60 بندقية مضادة للدبابات يدوية
- M60 بندقية يدوية[16]
- AC58 بندقية يدوية
- APAV40 بندقية يدوية
- M52 بندقية يدوية
- STRIM 65 بندقية يدوية
- ميكار أنيرجا R1A1 اليدوية
- ميكار وحدة حرارية بريطانية اليدوية
- إف إن هيرستال بندقية يدوية

### صواريخ مضادة للدبابات وقاذفات قنابل

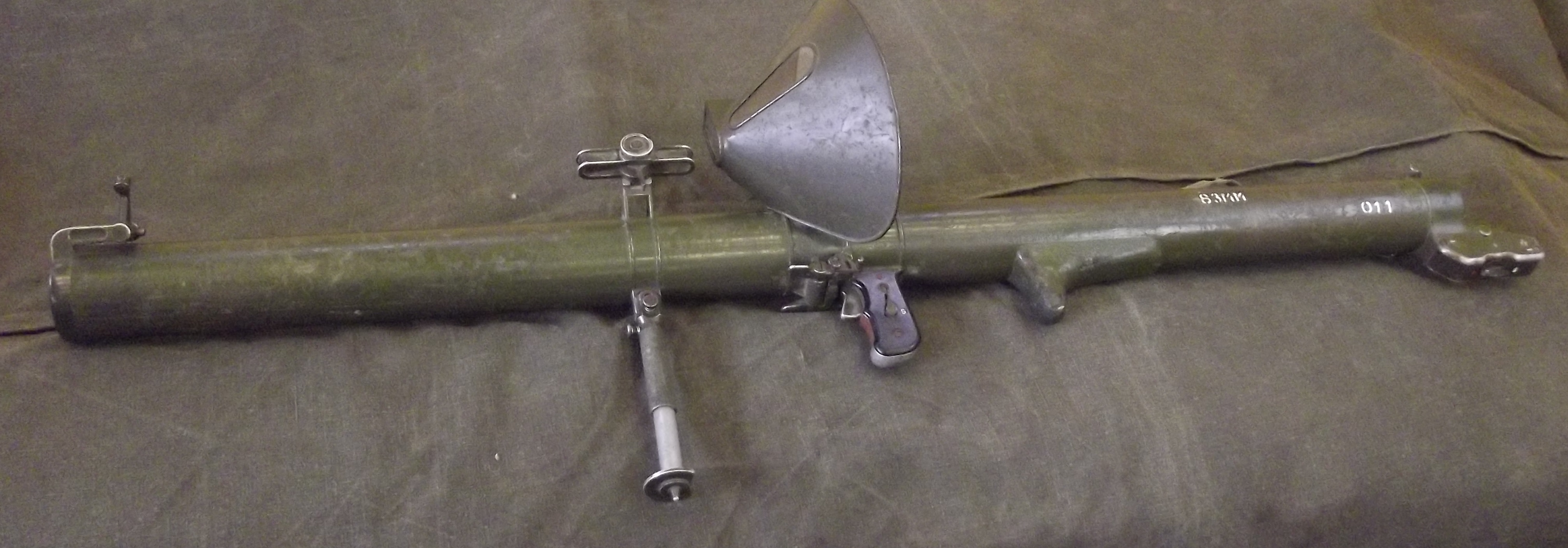
بندقية بلانديساد RL-83

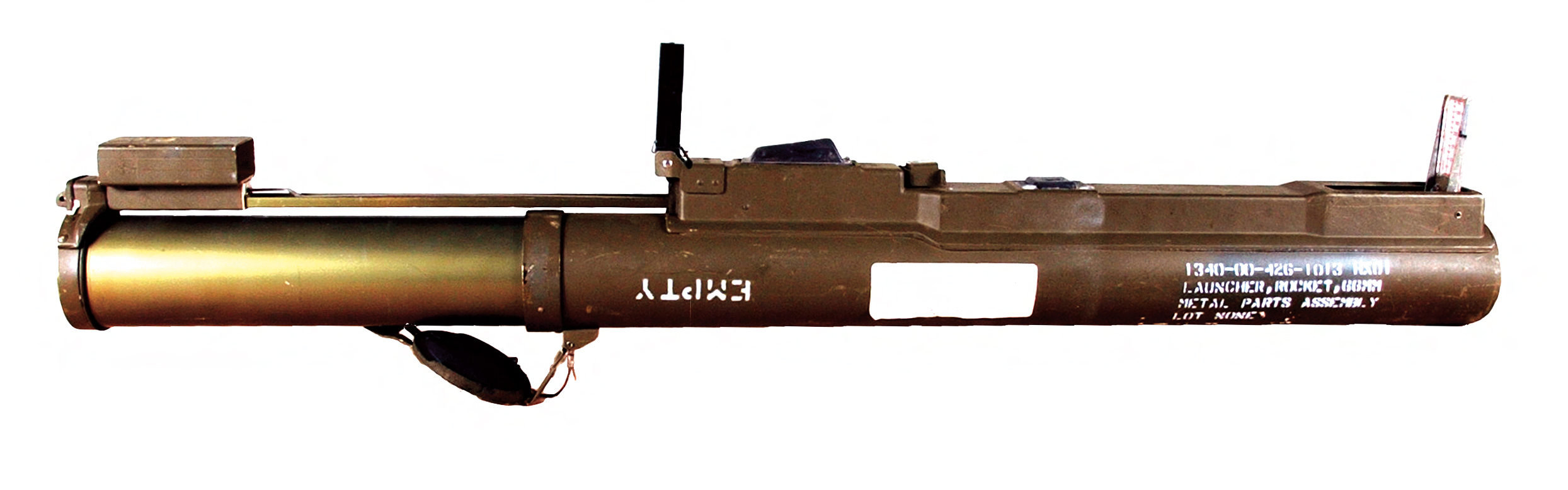
لاو M72

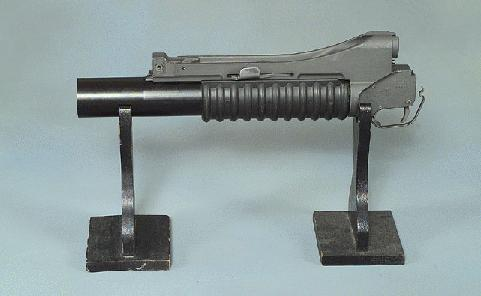
قاذفة قنابل M203

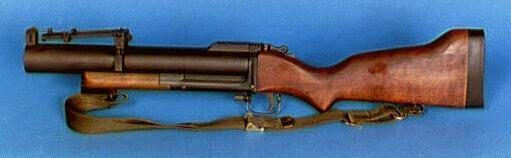
قاذفة قنابل يدوية M79

- قاذفات الصواريخ M9A1 بازوكا 80mm و88.9 mmبازوكا  M65
- قاذفة الصواريخ LRAC Mle 50 ide المضادة للدبابات [17]
- قاذفة الصواريخ لاو M72[18]
- قاذفة الصواريخ زوليا M80 - 64ملم
- قاذفات الصواريخ RPG-2 اليدوية وRPG-7 [19][20][21]
- قاذفة الصواريخ نوع 69 ار بي جي بالصواريخ
- قاذفة الصواريخ m47 التنين
- قاذفة الصواريخ CMS ب-300 83mm تطلق من على الكتف متعددة الأغراض
- انتاك
- قاذفة الصواريخ ميلانو (محمولة على العربات وناقلات الجنود المدرعة M113)[20][22]
- قاذفة الصواريخ تاو بي جي أم 71 (محمولة على العربات وناقلات الجنود المدرعة M113)[23]
- قاذفة الصواريخ ساغر AT-3 ماليوتكا[22]
- قاذفة قنابل M203[3][18]
- M79 قاذفة قنابل يدوية

### بنادق عديمة الارتداد
- بندقية M2 كارل جوستاف 84mm
- بندقية M67 90mm

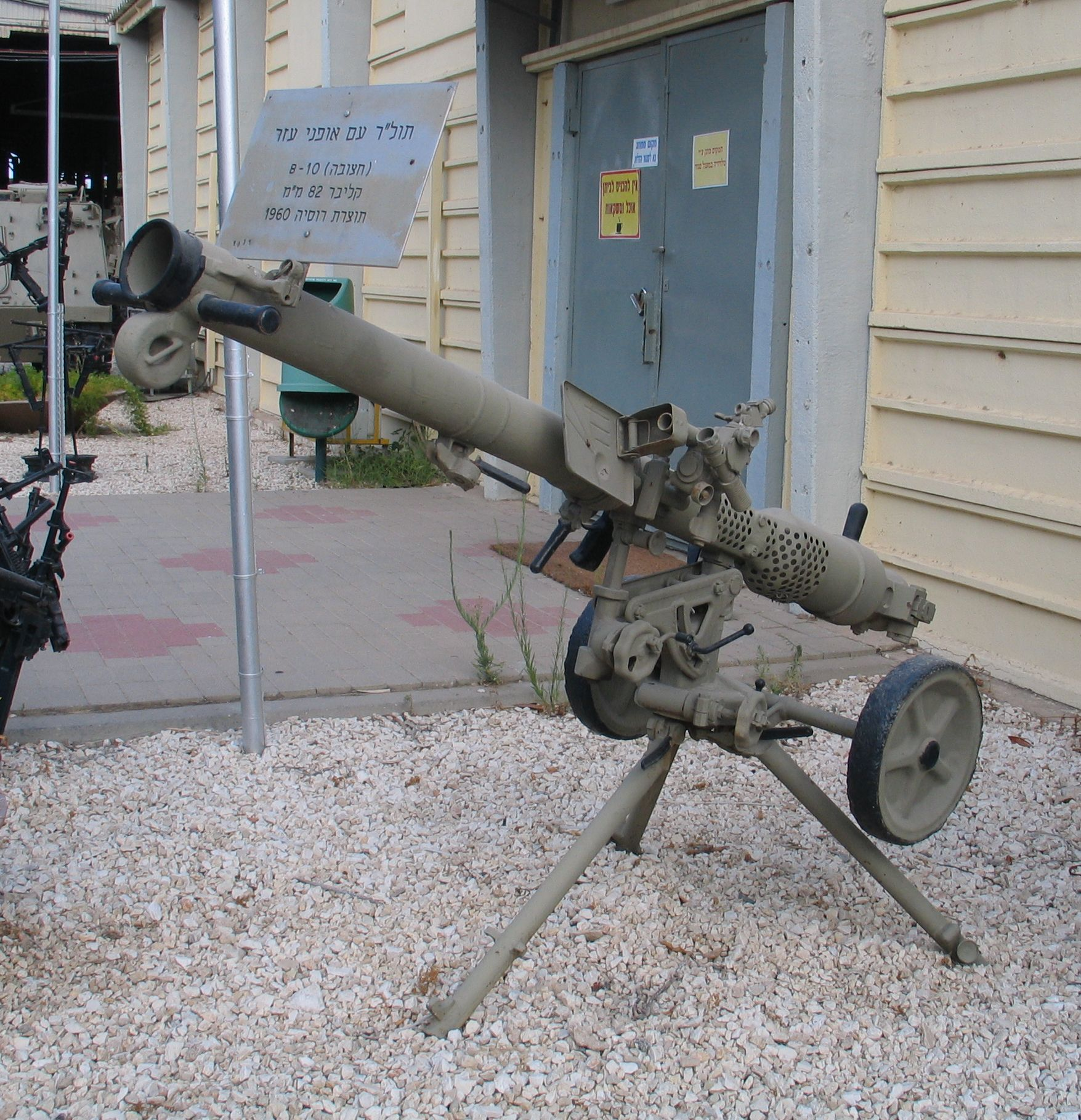
بندقية عديمة الارتداد ب-10 82 ملم في متحف تل أبيب, إسرائيل.

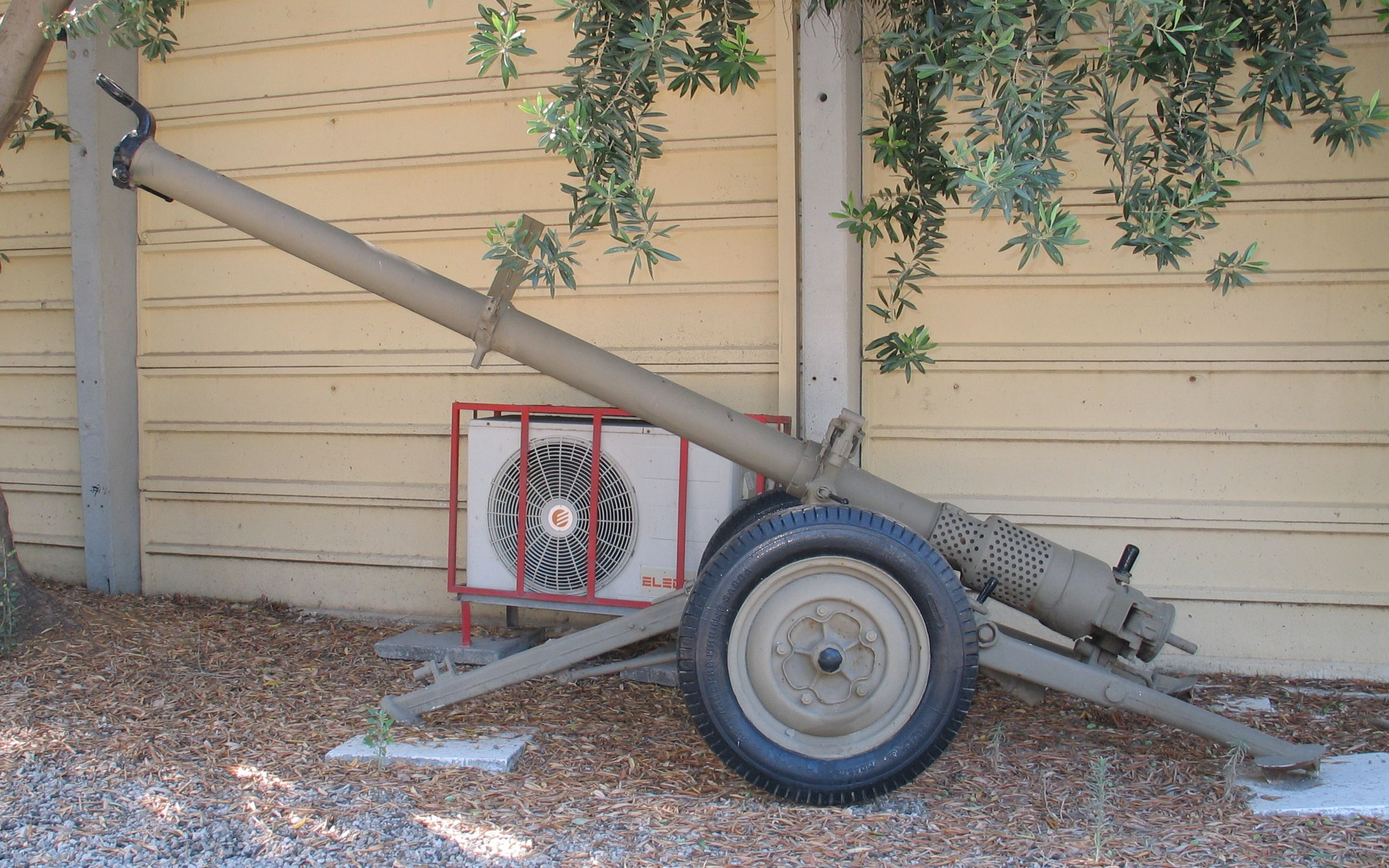
بندقية عديمة الارتداد ب-11 107ملم في متحف تل أبيب، إسرائيل.

- بندقية ب-10 82 ملم (محمولة على العربات)
- بندقية ب-11 107mm (محمولة على العربات)
- بندقية SPG-9 73mm (محمولة على العربات)[24]
- بندقية نوع 56 75 مم (الصيني البديل من الولايات المتحدة M20 بندقية عديمة الارتداد)[25]
- بندقية M40A1 106mm (محمولة على العربات، M113, AMX-VCI ، VAB APCs)[26]
- بندقية L6 مبات 120mm (محمولة على العربات)

### قذائف الهاون
- هاون نوع E1 51 otdt
- هاون L16 81mm

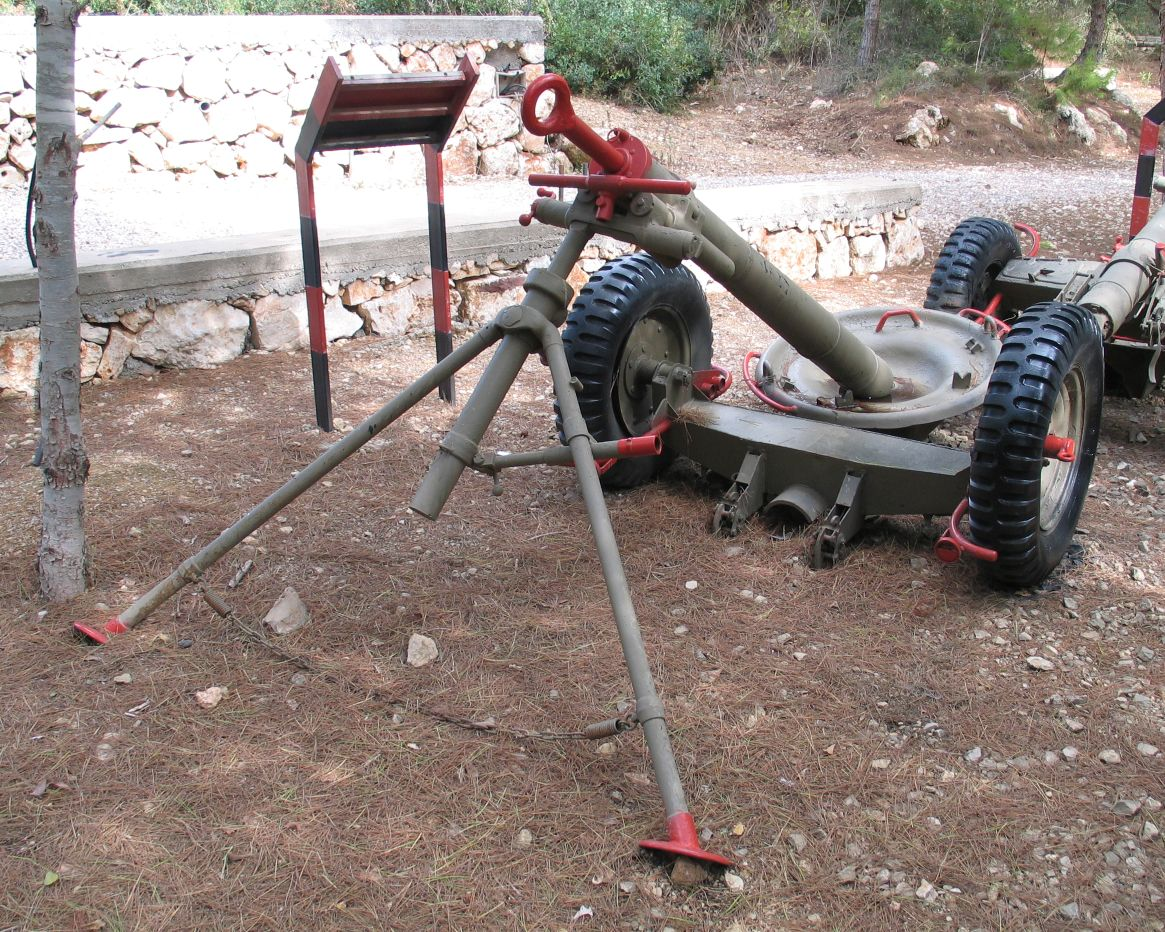
هاون سولتام ثقيل م-65 120ملم في متحف زخرون يعقوف ، إسرائيل.

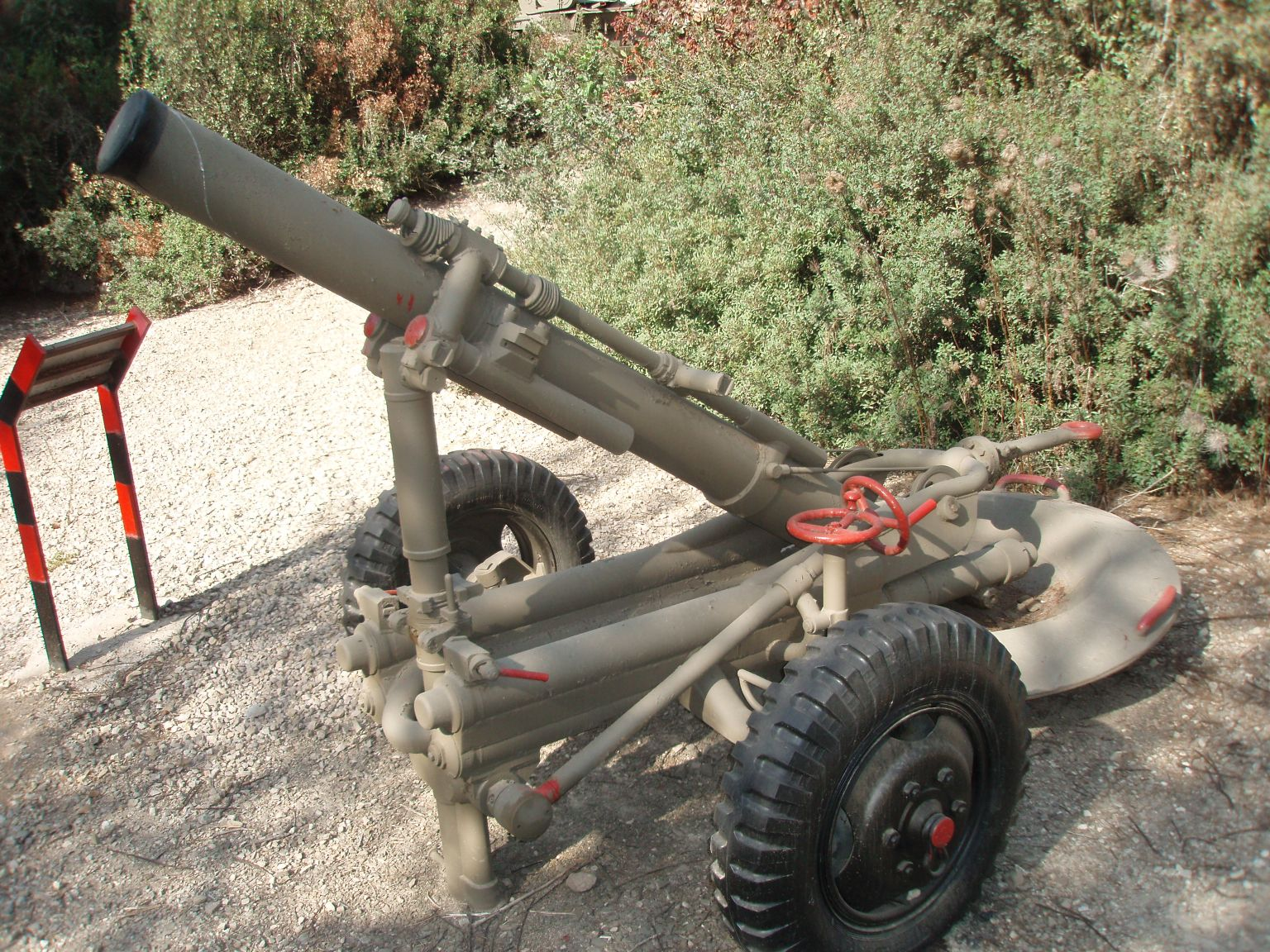
هاون سولتام M-66 160ملم الثقيلةفي متحف ،زخرون يعقوف، إسرائيل.

- هاون تومسون براندت مو 60-L 60mm خفيف
- هاون M224 60mm خفيف الوزن (LWCMS)
- هاون M2 60 ملم
- هاون M29 81mm
- هاون M30 4.2 بوصة (106.7 ملم)[27]
- هاون 82-BM-41 (م-1937) 82 ملم
- هاون 2B14-1 بودنس هاون 82 ملم
- هاون 2B11 ساني 120mm يمكن سحبها - ثقيلة
- هاون هوتشكيس-برندت TDA مو-120-RT-61 120mm يمكن سحبها - ثقيلة
- هاون 120-ص-43 (M-1943) 120mm الثقيلة
- هاون Soltam م-65 120mm الثقيلة هاون (في الغالب شنت على م3/M9 نصف المسارات وتعديلها M113 APCs)
- هاون Soltam M-66 160mm الثقيلة
- هاون 2S4 240mm سحبها المؤخرة-تحميل الثقيلة هاون

### الصواريخ ومنظومات الصواريخ

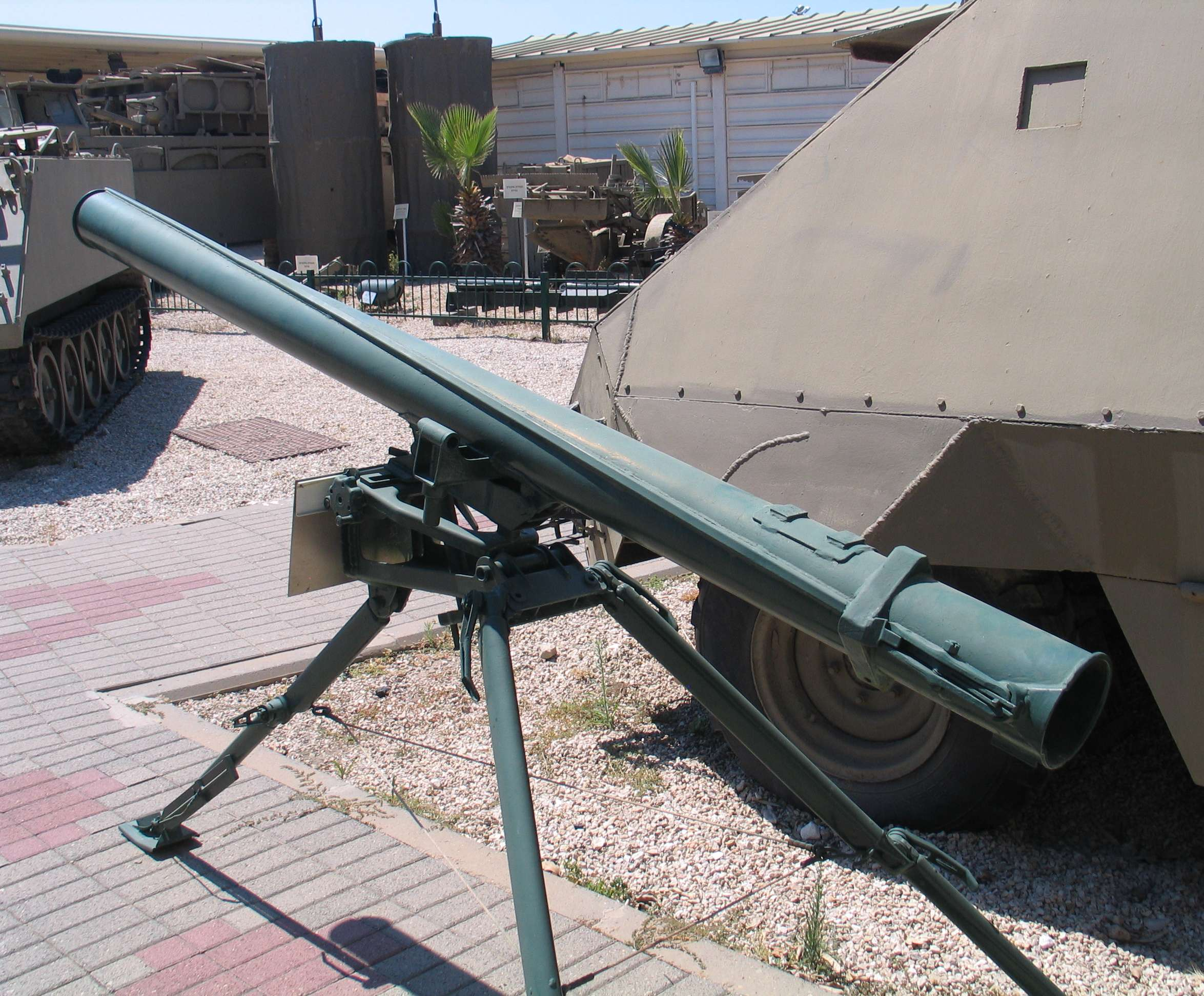
قاذفة صواريخ غراد-ص 122 مم أنبوب واحد في متحف تل أبيب، إسرائيل.

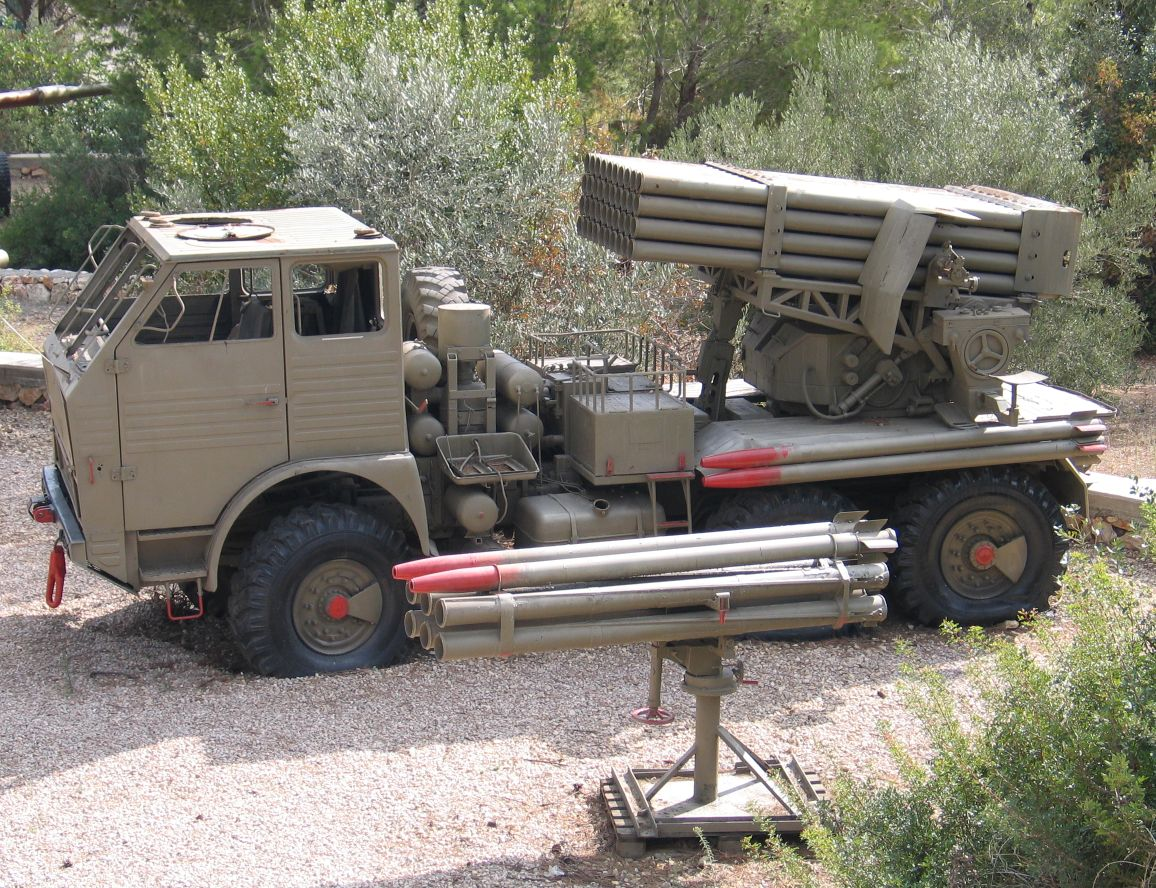
راجمة صواريخ APR-40/RO-40 128mm 6 محمولة على شاحنة DAC في متحف زخرون يعقوف، إسرائيل.

- صواريخ غراد-ص 122 مم الخفيفة المحمولة[28]
- راجمة الصواريخ BM-11 عيار 122 ملم
- راجمة الصواريخ BM-13 عيار 122 ملم
- راجمة الصواريخ BM-21 غراد عيار 122 ملم [29]
- راجمة الصواريخ APR-40/RO-40 128mm [30]
- راجمة الصواريخ BM-12 107mm (استعملت على العربات)[31]
- راجمة الصواريخ BM-14 140mm (استعملت على العربات)[32]
- راجمة الصواريخ نوع 63 107mm (النسخة الصينية من BM-12 محمولة على العربات)[33]
- صواريخ نوع 81 140 ملم (النسخة الصينية من BM-14 محمولة على العربات)[34]
- صواريخ سطح-جو FIM-43 العين الحمراء
- صواريخ سطح-جو SA-7 غريل [35][36]
- المدفعية الصاروخية Frog-7 قصيرة المدى
- صواريخ SS.11 المضادة للدبابات
- صواريخ SS.12 المضاد للدبابات
- صواريخ هوت المضادة للدبابات
- صاروخ قذيفة SNEB 68mm

### المدافع المضادة للدبابات
- ZiS-2 57mm بندقية مضادة للدبابات[37]
- ZiS-3 76.2 ملم مدفع مضاد للدبابات
- د-44 85 ملم مدفع مضاد للدبابات[38]

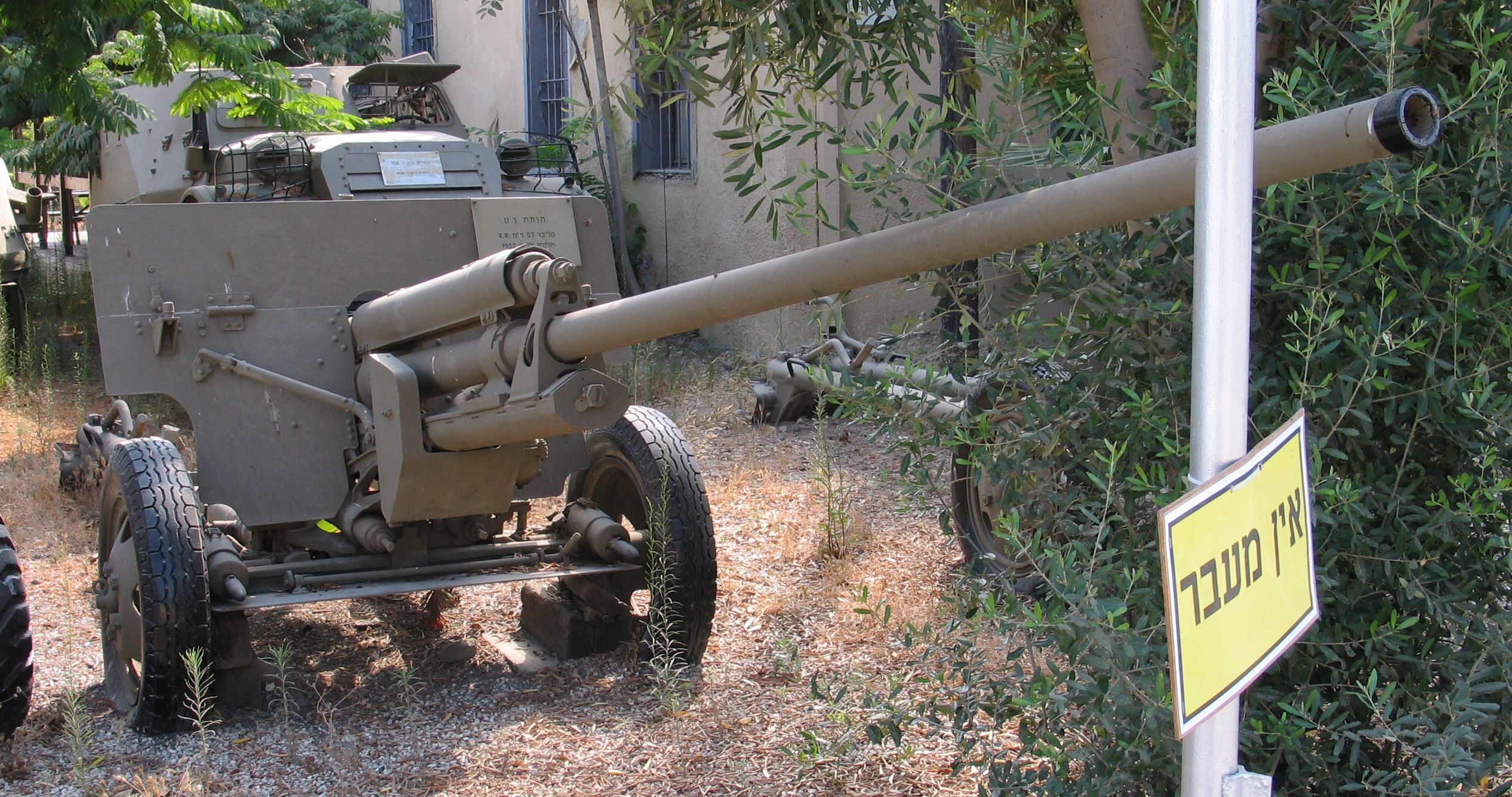
مدفع مضاد للدبابات ZiS-2 57ملم في متحف تل أبيب، إسرائيل, 2005.

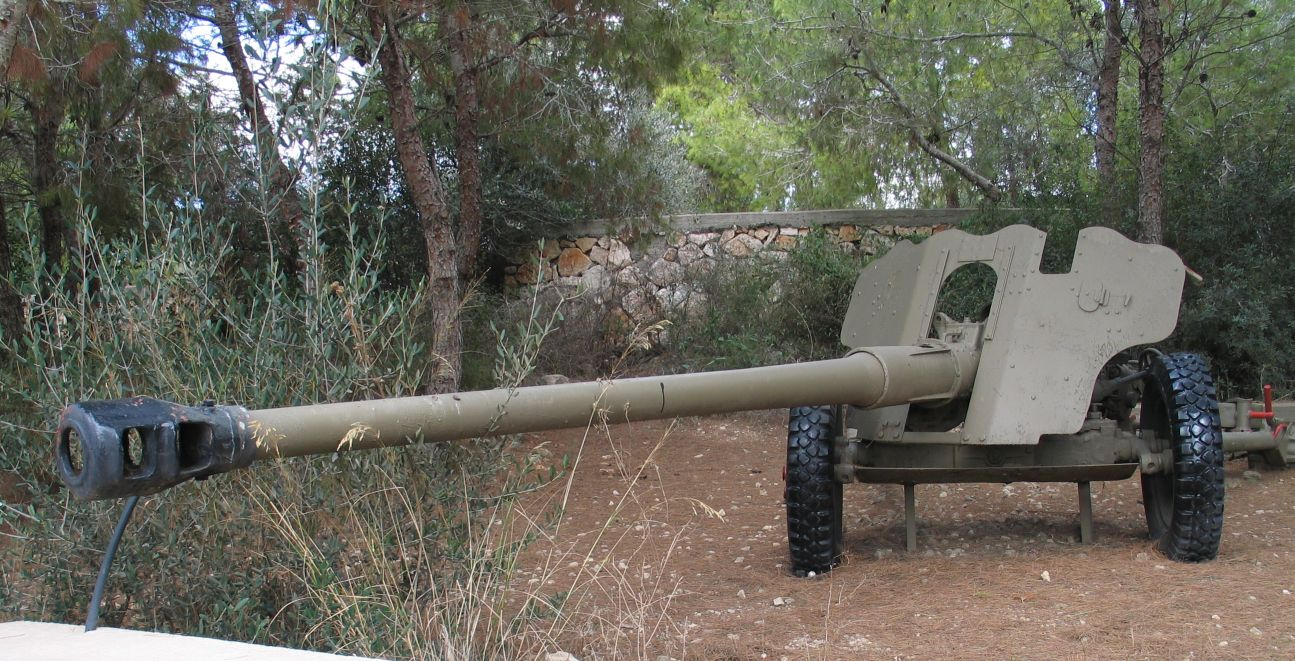
مدفع مضاد الدبابات د-44 85 ملم مدفع في متحف زخرون يعقوف، إسرائيل.

- د-48 85mm وسحبها المضادة للدبابات بندقية
- DEFA M3 90 ملم مدفع مضاد للدبابات (التي شنت على م3/M9 نصف المسارات)

### المضادات للطائراتوالمدافع الآلية
- AZP S-60 57mm مدفع مضاد للطائرات[39]

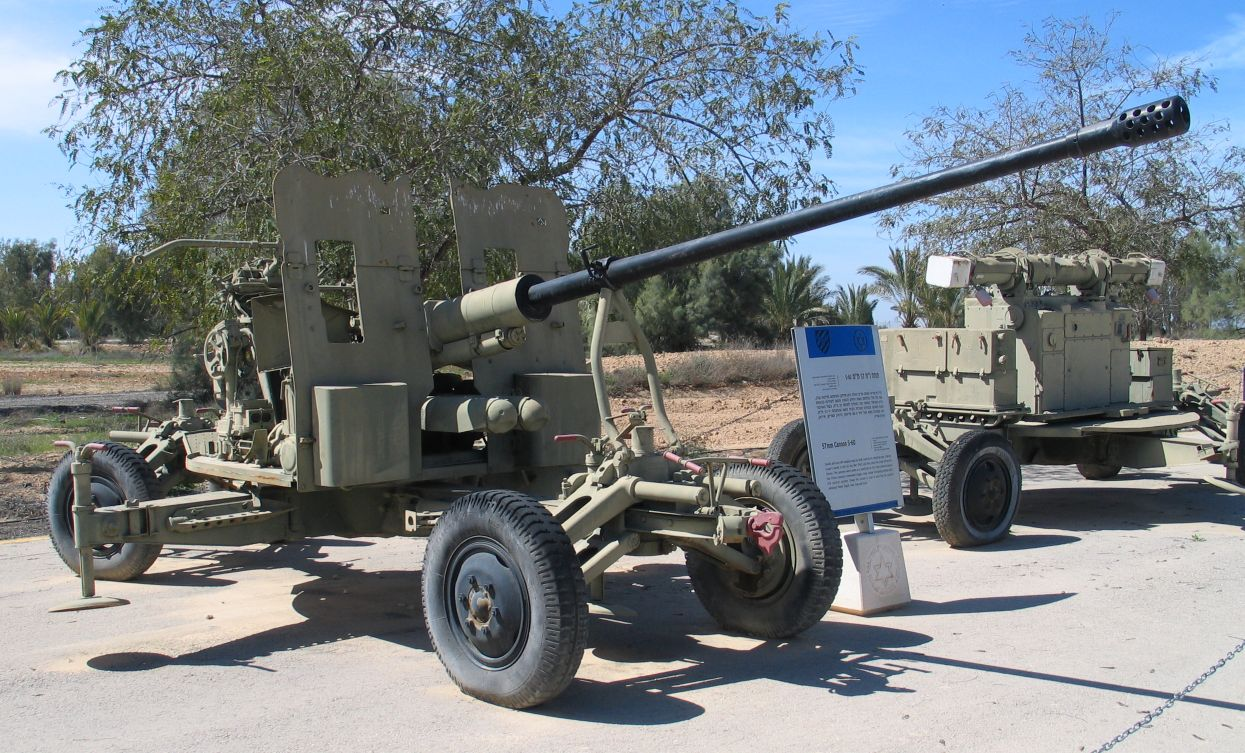

- Bofors 40 مم L/60 مدفع مضاد للطائرات (محمولة على شاحنات البضائع و BTR-152 APCs)[40][41][42][43][44]
- M621 20mm سلسلة تغذية مدفع
- زاستافا M55 A2 20mm مدفع آلي (في الغالب محمول على العربات وشاحنات البضائع وناقلات الجنود المدرعة M113)[45]
- المدفع الألي هيسبانو سوزيا HSS-661 30mm
- المدفع الآلي ZPU (ZPU-1, ZPU-2, ZPU-4) 14.5 ملم
- المدفع الآلي ZU-23-2 23mm[46]
- المدفع المحمول TCM-20 20mm.

### مدافع الهاوتزر

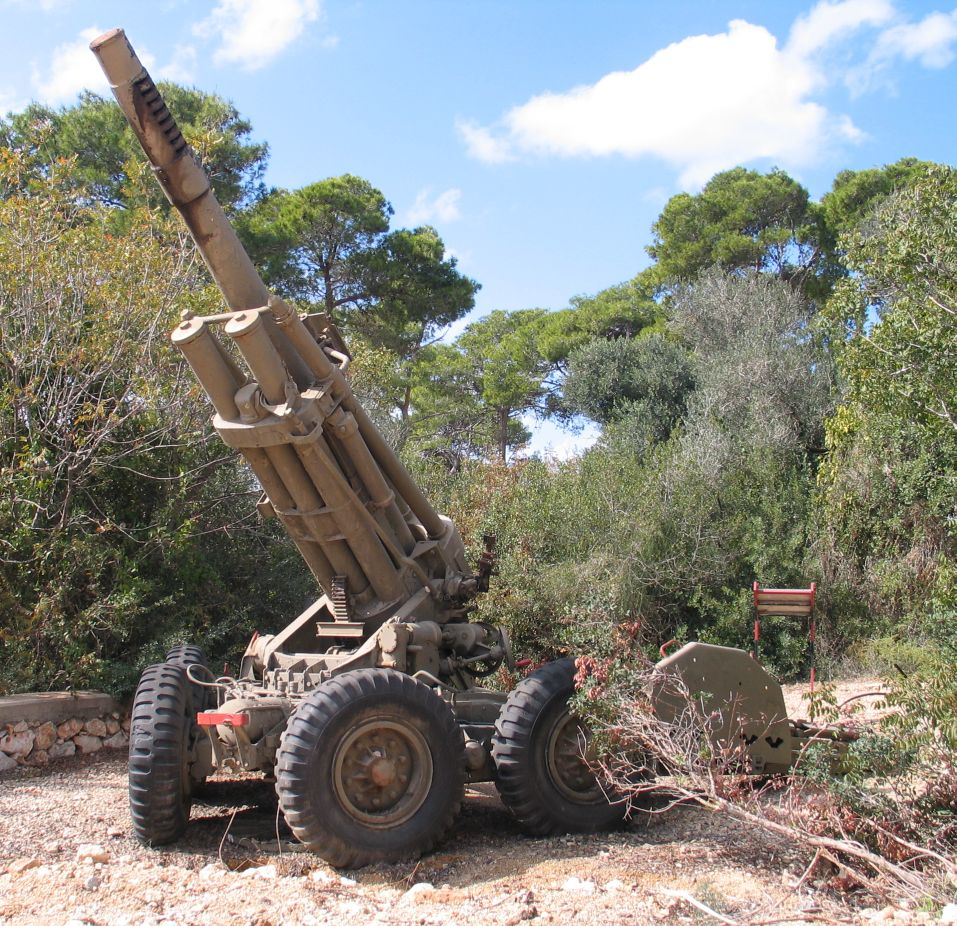
مدفع هاوتزر Mle 1950 BF-50 155 ملم هاوتزر في متحف زخرون يعقوف، إسرائيل.

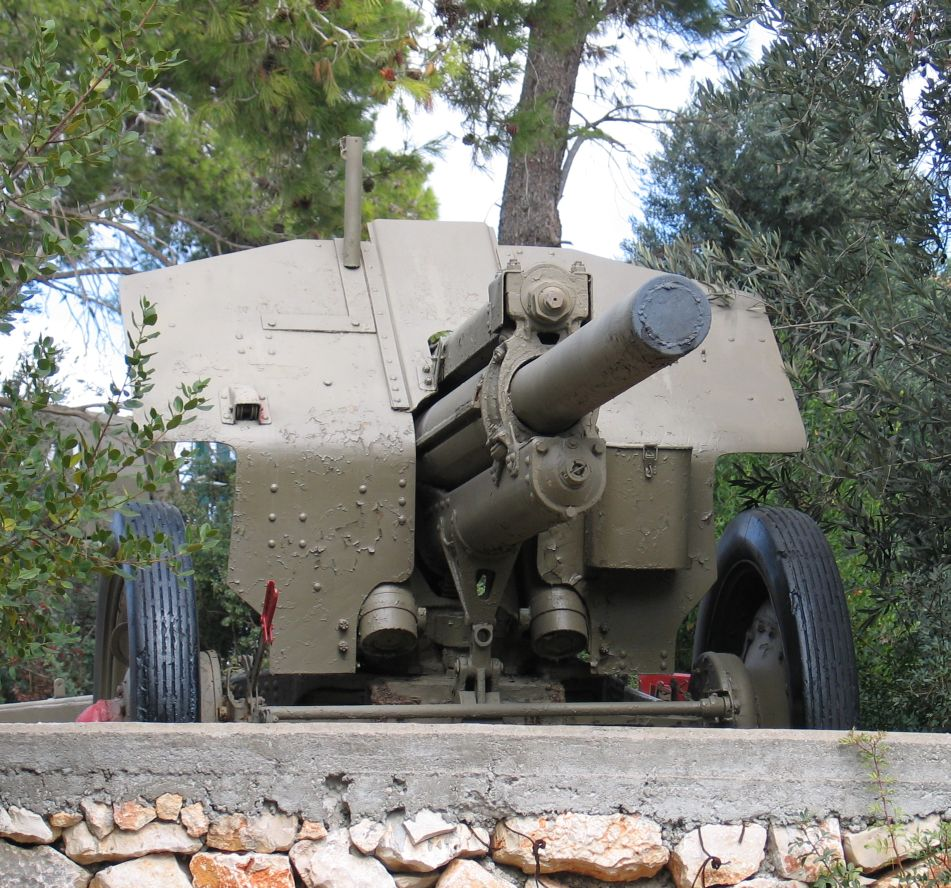
مدفع هاوتزر M-30 عيار 122 ملم في متحف زخرون يعقوف، إسرائيل.

- مدفع الميدان أورديناني Mk III 25-باوندر[47]
- هاوتزر M101A1 105mm المسحوب
- هاوتزر M114A1 155mm المسحوب
- هاوتزر Mle 1950 BF-50 155 ملم
- هاوتزر M198 عيار 155 مم
- هاوتزر FH-70 155mm
- هاوتزر M1938 (M-30) عيار 122 ملم
- هاوتزر 2A18 (د-30) عيار 122 ملم [48]
- المضاد M1944 (BS-3) 100 مم المضادة للدبابات ومجال السلاح
- مدفع M1954 (M-46) 130mm المسحوب[49][50]
- مدفع نوع 59-1 130mm[51]
- مدفع M1955 (د-20) 152mm المسحوب

### المركبات المدرعة

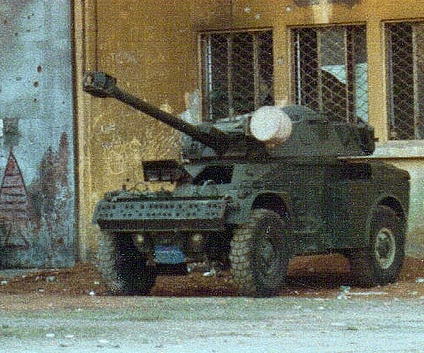
دبابة AML-90 للجيش اللبناني في بيروتعام 1982.

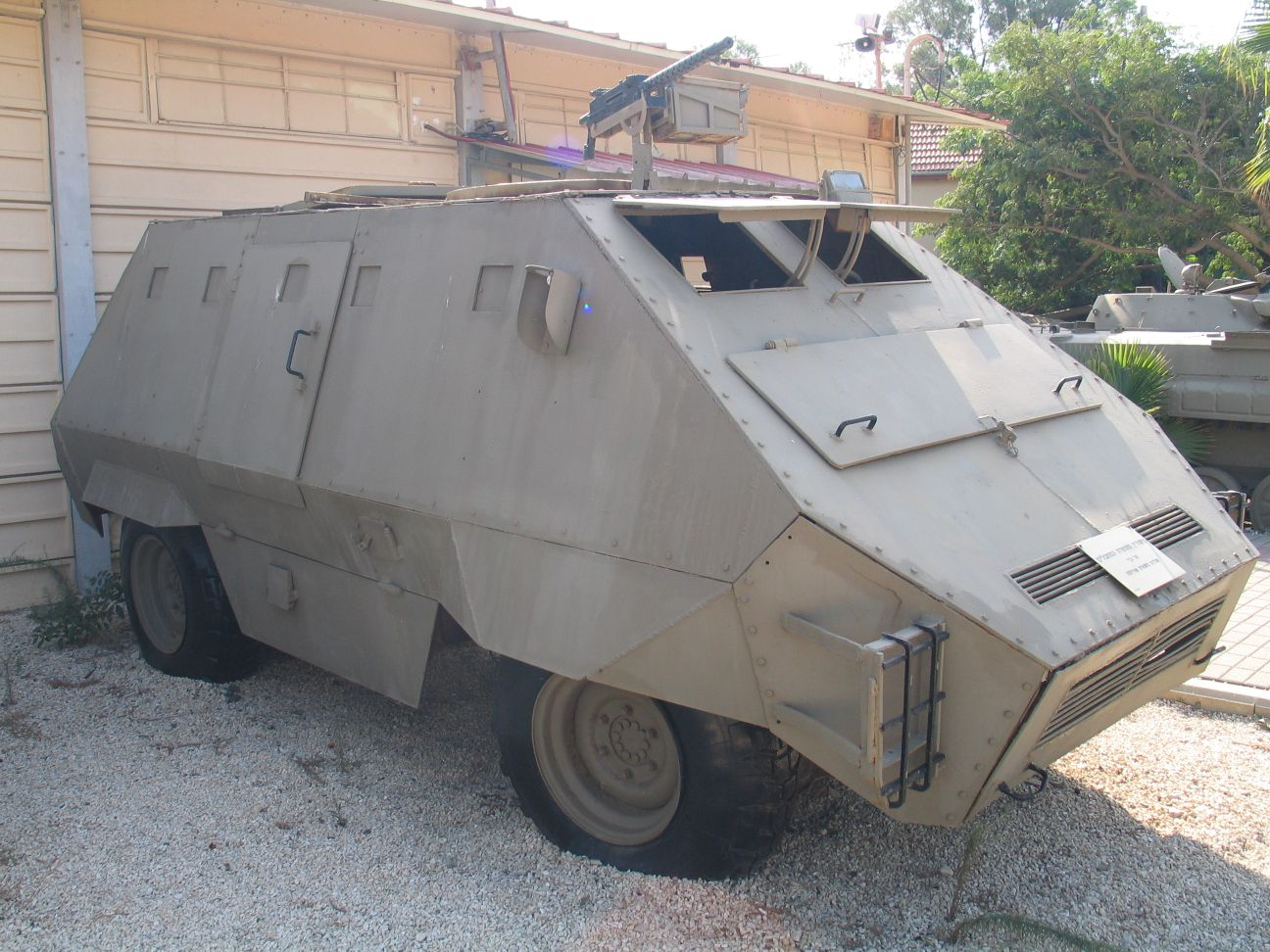
مصفحة محلية الصنع

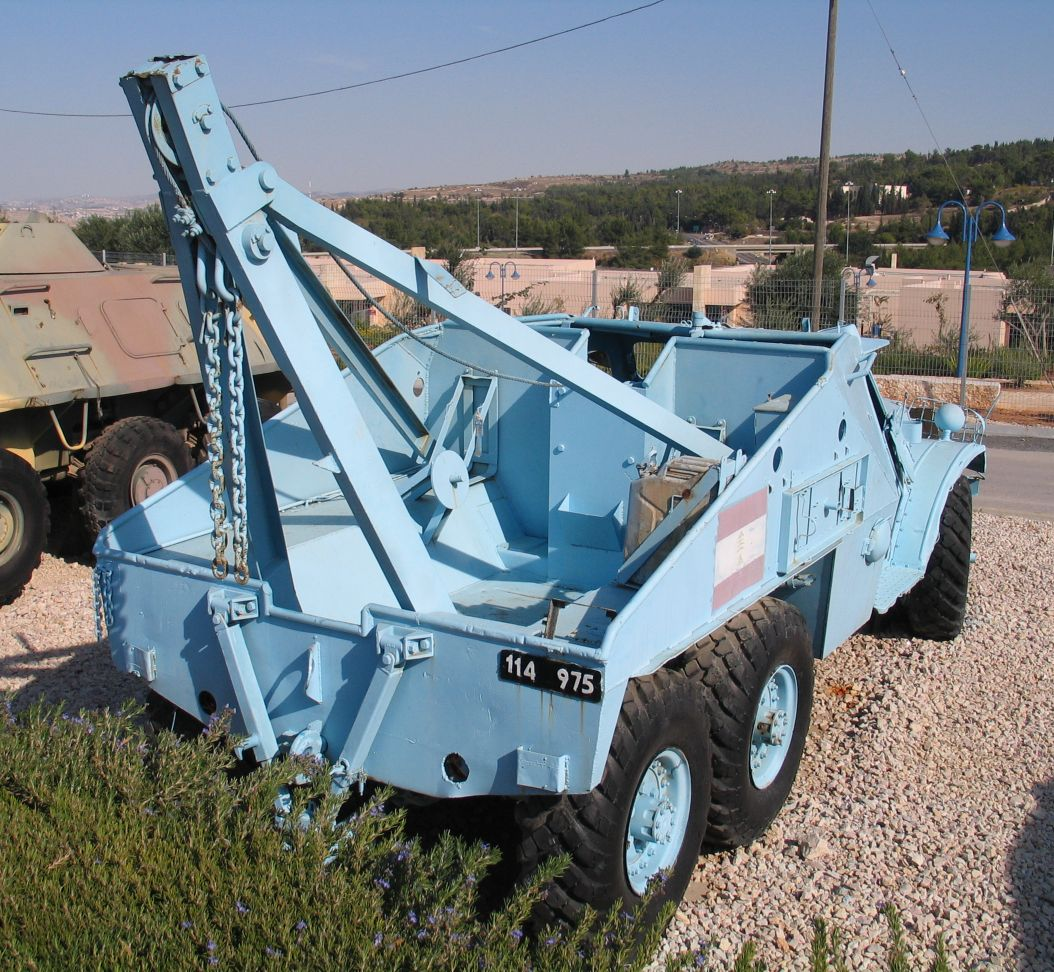
شاحنة BTR-152 حولها جيش لبنان الجنوبيإلى منسة حمل مضاد للطائرات في متحف اللطرون، إسرائيل، 2005.

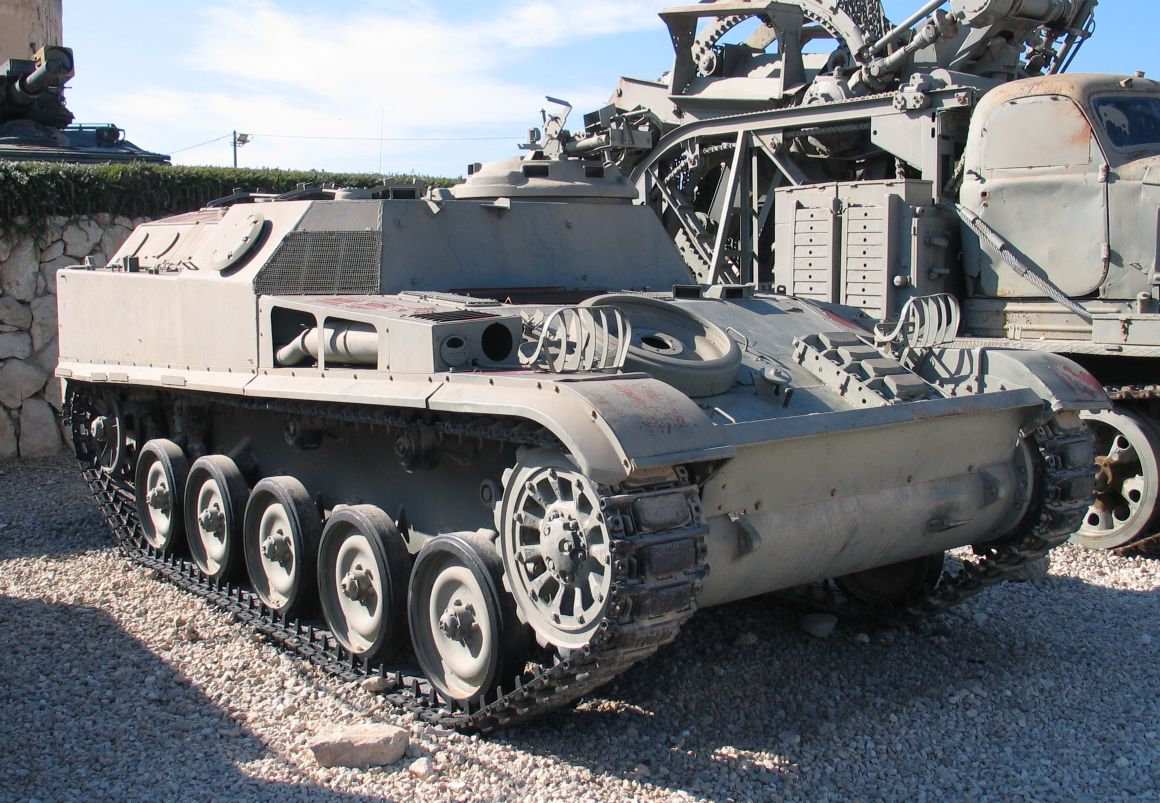
مدرعة AMX-VCI للجيش اللبناني في متحف اللطرون, إسرائيل, 2005.

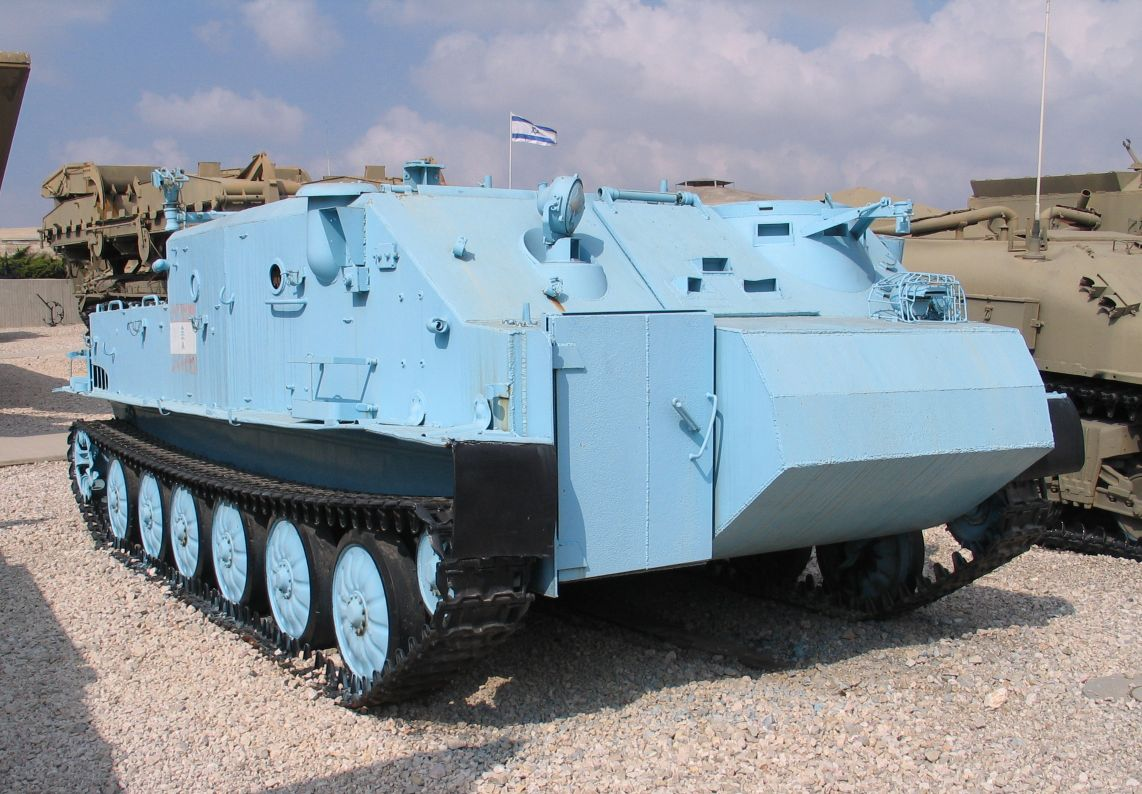
مدرعة BTR-50PK تحولها جيش لبنان الجنوبي إلى سيارة نقل جرحى مصفحة في متحف اللطرون، إسرائيل، 2005.

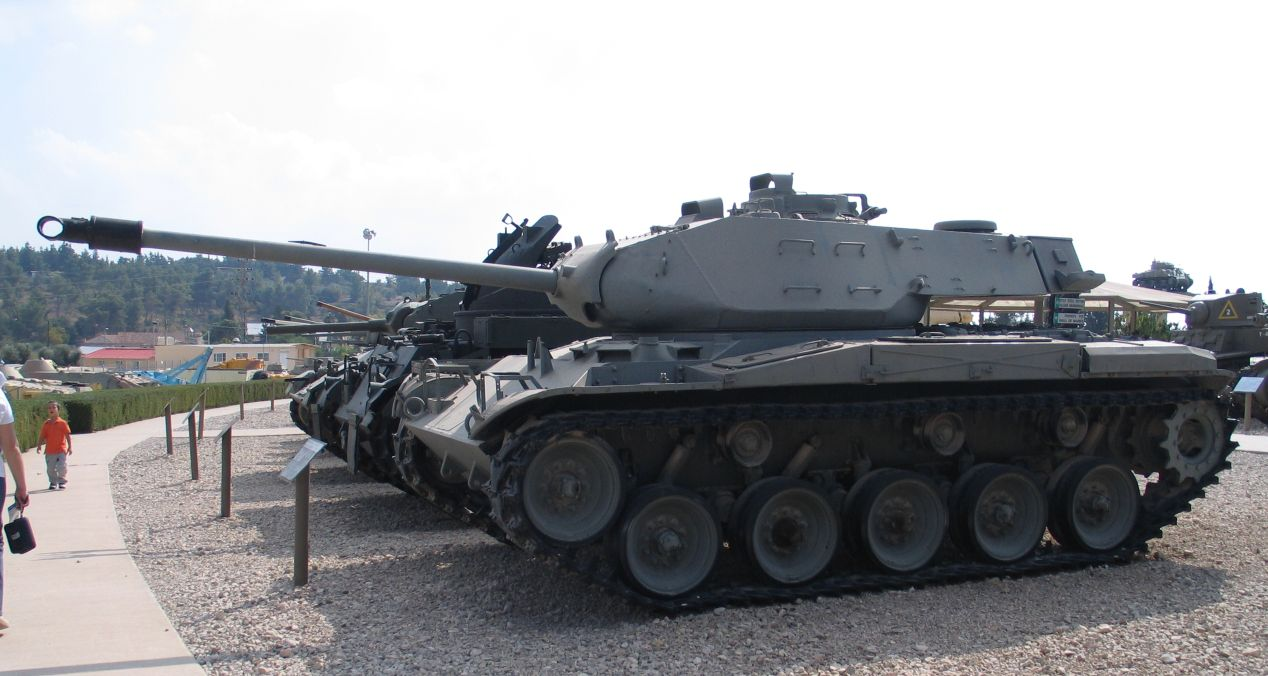
دبابة M41A3 دبابة الخفيفة للجيش اللبناني في متحف ، اللطرون, إسرائيل, 2005.

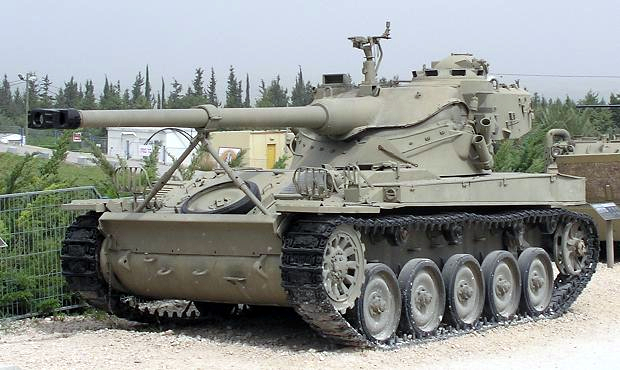

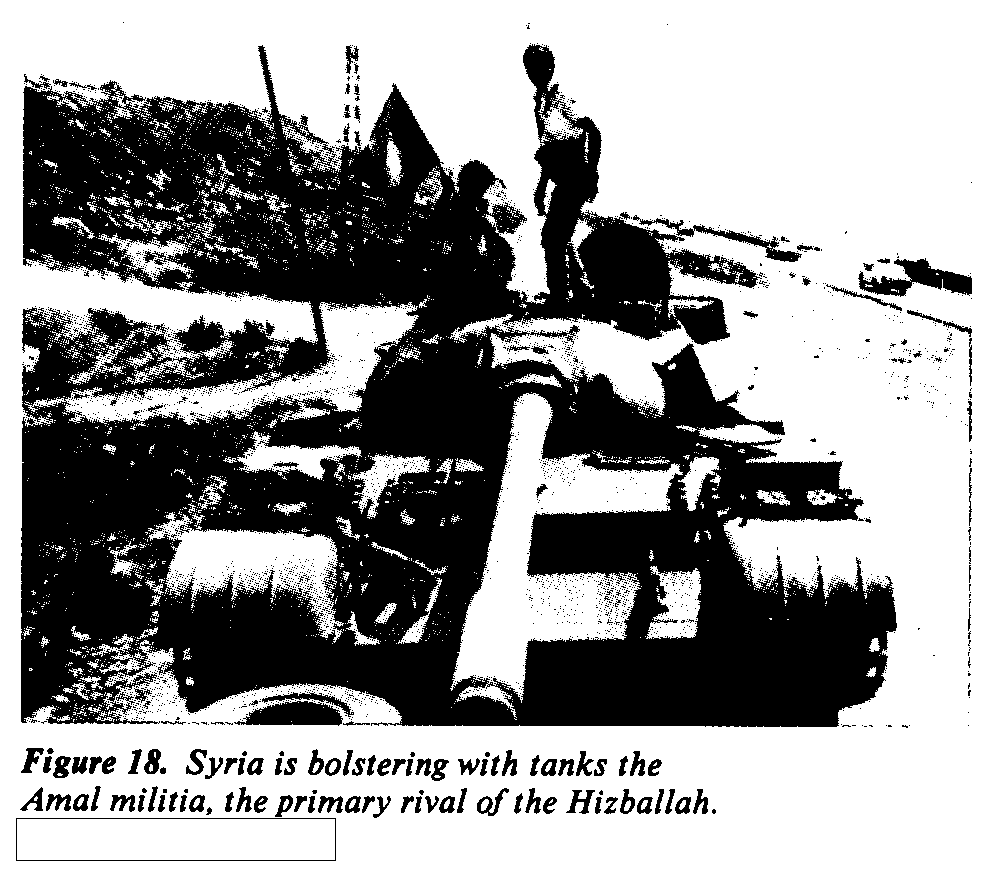
دبابة مانينغ T-55A تابعة لحركة أمل قدمتها سوريا ، بيروت 1980.

- مركبة أيه أم أكس - 13 الخفيف من عيار 75mm, 90mm, و 105mm[52][53]
- المركبة الخفيفة والكر بولدوغ M41A3[54]
- دبابة شيرمان فايرفلاي المتوسطة[55]
- دبابة شيرمان أم-5 المتوسطة[56]
- دبابة سوبر شيرمان
- دبابة تي-34/85 المتوسطة[57]
- الدبابات القتالية T-54A, T-54B و T-55A[58] وT-62[59][60]
- الدبابات القتالية M48A1 و M48A5 [61]
- مضادة الدبابات تشاريوتير[62][63][64]
- SU-100 مضادة الدبابات
- M42A1 داستو سلاح ذاتي الحركة مضاد للطائرات[65][66][67]
- سلاح ذاتي الحركة مضاد للطائرات[68] شيلكا ZSU-23-4M [69][70][71][72]
- سيارة تجوال Mk 1
- سيارة مصفجة كوماندو كاديلاك كايج G V-100 [73][74]
- سيارة مصفجة تي 17 ستاجهاوند [75][76][77][78]
- سيارة مصفجة بنهارد AML-90 [79][80][81]
- سيارة مصفجة صلاح الديم ألفيس[82]
- سيارة مصفجة ومراقبة رامتا IAI/ RAM-2V
- سيارة مصفجة ومراقبة IAI/رامتا RBY-2 سكاوت
- سيارة مصفجة شايمايت برافيا V-200 [83]
- سيارة مصفجة UR-416[84][85][86]
- ناقلة جند مدرعة[87][88][89][90]
- ناقلة جند مدرعة برمائية BTR-50PK
- ناقلة جند مدرعة BTR-60PB [91]
- ناقلة جند مدرعة VAB [92][93]
- ناقلة جند مدرعة الفيس ساراسين
- ناقلة جند مدرعة M3 VTT بانهارد [63][94][95][96][97]
- ناقلة جند مدرعة M59
- ناقلة جند مدرعة M113 وM113 ACAV[98][99][100]
- ناقلة جند مدرعة AMX-VCI [101]
- ناقلة جند مدرعة BMP-1 [91][102]
- مركبة قيادة M577
- مركبة قيادة M106
- مركبة قيادة M125A2
- ناقلة مدافع ماكمات
- سيارات مصفحة من صناعة محلية[103][104]

### العرباتووسائل النقل
- سيارات جيب من نوع هوتشكيس M201[16] فرنسية الصنع.
- سيارات جيب ربع طن من نوع إم 151[105]
- سيارات جيب وايلز M38 وM38A1 MD[106]
- سيارات جيب CJ-5 و CJ-8
- سيارات جيب كيوها M-5GA1 و KM-41 (صناعة كورية)
- سيارات خفيفة UAZ-469
- جيب كايسر M715[107]
- سيارات سانتانا 88 عسكرية[108]
- سيارات لاندروفر ذو قاعدة دواليب قصيرة وطويلة من نوع II وIII[109]
- سيارات بنزكوير خفيفية 710 صالحة لكل الطرقات
- فولفو لابلاندر خفيفة L3314A [110][111]
- شاحنات تويوتا لاندكروزر خفيفة من إنواع J40 وJ42 و J45 وJ55 ، J70.
- شاحنات بيجو 404 و504 خفيفة[112]
- شاحنات أكمات TPK 4.15 SM3
- شاحنات دودج M37 وWC51 و1956 فارغو وباور واغن W200 ورام 1.[113]
- جي أم سي سييرا K25/K30
- شيفرولية كايين C-10/C-15 وسكودسدايل C-20 وسي كاي[114]
- شاحنات نيسان باترول 160.[115]
- شاحنات داتسون 720[116]
- سوزومي جيمي LJ20 [117]
- سيارات غورجيل
- جيب واغونير وغلادياتر J20 [118]
- سيارات M880/M890[119]
- باصات تويوتا داينا صغيرة U10[120]
- سيارات اسعاف M718A1 عسكرية[121] وشيفرولية G[122] وفولكسفاغن تي 1 وتي 2[123]
- شاحنات مرسيدس بنز يونيماج 406 و416.[104]
- شاحنات غاز خفيفة[124]
- شاحنات سيفرولية 50 خفيفة
- شاحنات دودج آف 6-- متوسطة
- شاحنات بدفورد
- شاحنات جي أم سي سي 7500 وسيسيكي وM35A1 وM35A2.[125][126]
- شاحنة ZIL-131
- شاحنة إيسوزو TW
- شاحنة سافيم SM8 TRM 4000
- شاحنة بيرليت GBC 8KT ثقيلة
- شاحنة M813 خمسة طن[127]
- شاحنة فاون L912/21-MUN
- شاحنة M54A2 خمسة طن
- شاحنة KrAZ-255 ثقيلة[128][129]
- جرارة مدفعية M5A1[130]

### السيارة التي تنقلها الأجهزة المتفجرة المرتجلة
- سيارة مفخخة[131][132][133]
- انتحاري بشاحنة ملغومة[134][135]

### المروحيات
- المروحية الخفيفة إيروسباسيال_ألويت SA 315B لاما الثاني[136][137]
- المروحية الخفيفة إيروسبيسيال SA 316B/C اليوت الثالث [138][139]
- المروحية الخفيفة إيروسبيسيال SA 330C بوما النقل المتوسطة/طائرة عمودية[140][141]
- المروحية الخفيفة إيروسبيسيال SA-342L غزال هليكوبتر[142][143]
- المروحية أغوسطا-بيل AB212 [144]

### الطائرات
- ميراج داسو IIIEL مقاتلة[145][146]
- طائرات التدريب بوتز سم.170Rفوقا ماجستير
- طائرات هوكر هنتر FGA.70 FGA.70A المقاتلة[147]
- طائرات التدريب بلدغ T-1 نموذج 126 (التي تستخدم أيضا في عمليات الاستطلاع/المراقبة)

### البحرية
- إديك الثالث الدرجة الإنزال خزان
- فارى البحرية تعقب MkII الدرجة قارب دورية
- دابر-1 الدرجة زورق دورية[148][149]
- البروج المطاط قارب قابل للنفخ[150]
- تحويل المدنيين الصيد الحرفية (مزودة الثقيلة والرشاشات)[151]